# 太平天国
太平天國（1851年—1864年）是一个政教合一的君主制政权，创始人为洪秀全和冯云山，旨在推翻清朝统治者。洪秀全与少年时代的私塾同学冯云山经过多年传播拜上帝會，于道光三十年（1850年）末至咸豐元年（1851年）初与杨秀清、萧朝贵、曾天养、石达开等人在廣西省右江道潯州府桂平縣（今廣西壯族自治區貴港市桂平市金田鎮金田村）组织团营举事，后建国号“太平天国”，史稱太平天國運動，并于咸豐三年（1853年）攻下江蘇省江寧道江寧府城（今江蘇省南京市），號稱天京，定都於此。最终清政府在英国和法国的援助下，歷時十三年的太平天國自此正式结束。
太平天國之亂是中国历史上规模最大的战争之一，亦是世界歷史上傷亡最慘重的內戰之一。总计伤亡人数无定论，各种统计从1000万至7000万人失踪、移民、死亡或受傷。太平天国稳固行政版图在江苏、浙江、江西、安徽为主的江南繁华地区，治下人口大致接近3000万人口。太平军的足迹先后到过广西、湖南、湖北、江西、安徽、江苏、河南、山西、直隶、山东、福建、浙江、贵州、四川、云南、陕西、甘肃诸省，攻克过600余座城市，势力范围遍及十八省。
因太平天国农民起义者认为清朝统治者祸乱人间，故清官军被称作“清妖”、“胡妖”、“满妖”、“妖胡”、“妖朝”等。因清朝推行薙发令，太平天国蓄发、披髮，故太平軍被称作「长毛」，清廷称其为「长毛賊」、「毛賊」、「髮賊」、「髮匪」、「髮逆」等。又因洪秀全籍貫為廣東省花縣（今廣東省廣州市花都區新华街道官禄布村），其他的太平军將士亦多起自兩粵（即兩廣的廣東、廣西），故清廷亦称其为「粵匪」、「粵賊」，平定事件後，慈禧太后命令宮廷畫師繪畫《平定粵匪圖》。民國十八年（1929年），南京国民政府就《禁止诬蔑太平天国案》，函请内政部、教育部参考酌办，不久正式訂立规定，“嗣后如有记述太平史实者，禁止沿用『粤贼』诸称，而代以太平军或相应之名称”，从此将“太平天国”、“太平军”等称谓写入正史。

## 国号
太平天国辛酉11年正月二十六日至二月十七日之間（清咸豐十一年，公元1861年3月7日－3月27日），洪秀全曾实行“改政”。正月二十六日（1861年3月7日）把“太平天国”国号改为“上帝天国”，规定在玺印文字和各种文书内统要把“太平天国”改为“上帝天国”，但此事还没有来得及推广实行，洪秀全改变主意。二月十七日（1861年3月27日）再度实行“改政”，把“上帝天国”改称“天父天兄天王太平天国”，规定文书、印文都要在原来的“太平天国”四字之上加“天父天兄天王”六字。

## 历史

### 拜上帝会

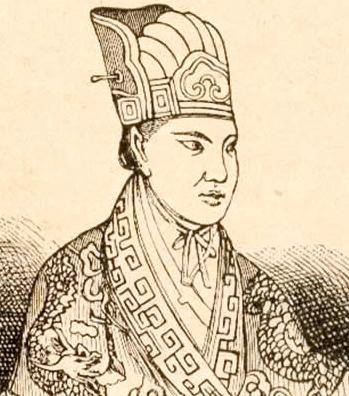
洪秀全像

广东人洪秀全与冯云山之所以选择在广西举事，源远流长，“广西地方辽阔，群盗如毛，散则为民，聚则为寇，形迹既无可辨，党类几不胜穷”，特别是广西紫荆山地区，“游匪外滋，土匪内迫”。从宏观上看，“中国在1840年（道光二十年）第一次鸦片战争失败后被迫付给英国的赔款，大量的非生产性的鸦片消费，鸦片贸易所引起的白银外流，外国竞争对本国生产的破坏，国家行政机关的腐化，这一切就造成了两个后果：旧税捐更重更难负担，此外又加上了新税捐。”“一般的贫穷到达了极点，人们正在卖妻鬻子，许多人靠树皮为生。”屡次科举失败并在广州目睹第一次鸦片战争的洪秀全说：“以五万万华人受制于数百万之鞑妖，诚足为耻为辱之甚者，一年如是，年年如是，至今二百年，中国之民富者安得不贫？”终于道光二十三年（1843年）6月洪秀全在广东花县莲花塘吸收了第一个拜上帝会员李敬芳，随后少年时代的同学冯云山与族弟洪仁玕参加。洪秀全打造了一把斩妖剑，并作诗稱“天父天兄太平時，保汝處處有飯喫。耕田首先在根苗，殺盡韃子閻羅妖。”又作“手握乾坤杀伐权，斩邪留正解民悬。手持三尺定山河，太平一统乐如何（又作「何如」）。”
道光二十四年（1844年），他與表亲馮雲山、族弟洪仁玕從梁發的《勸世良言》宣傳書籍中吸取某些基督教教義，後來自行洗禮。是年，洪秀全和馮雲山到廣西贵县一带傳教，洪不久便返回廣東，馮留在广西發展，在當地的信徒日增。道光二十七年（1847年），洪秀全和洪仁玕到廣州跟隨美國美南浸信会傳教士罗孝全學習《聖經》，曾要求受洗，但羅孝全不同意洪秀全對以前大病時所見「異象」的見解，並認為洪秀全對教義的認識不足夠，洪秀全又要求羅孝全按月付工资给他，被羅孝全拒绝，从而羅孝全拒绝为洪秀全洗礼。洪秀全失望之余离开广州，前往广西桂平与冯云山會合。
洪秀全与冯云山到达广西后以私塾教师为职业传教。洪秀全负责理论，“乱极则治，暗极则光，斩邪留正”，“邀小的（恤王洪仁政）前往同打江山，并说拜上帝好”；冯云山负责传教，“在紫荆山一带，热心传教，成绩颇大，至多人信教，甚至有全家全族来领受礼拜者，未几，远近驰名，而成为拜上帝会。
拜上帝會將基督教聖經的《舊約》、《新約》分別修改為《舊遺詔聖書》、《新遺詔聖書》作為教條。拜上帝教會實行政教合一。拜上帝教的宗教规范还有《原道救世歌》、《原道觉世训》、《原道醒世训》、《天父诗》等，号召人们信仰「皇上帝」（上帝耶和華），击灭「阎罗妖」（滿族皇帝），为实现“天下一家，共享太平”的理想而奋斗。
事实上部分清廷高层，如军机大臣穆彰阿甚至道光帝本人等都清楚地知道拜上帝会的存在，但听之任之。道光二十一年（1841年）的全国状元龙启瑞在其《上梅曾亮先生书》中这样记载：“宰相（穆彰阿）风示旨意，谓水旱盗贼不当以时入告。督抚受戒，莫敢复言，金田会匪萌芽于道光十四五年，某作秀才时已微知之，彼时不肯办盗，则所谓窥时相（穆彰阿）旨意是也。”

### 金田起义

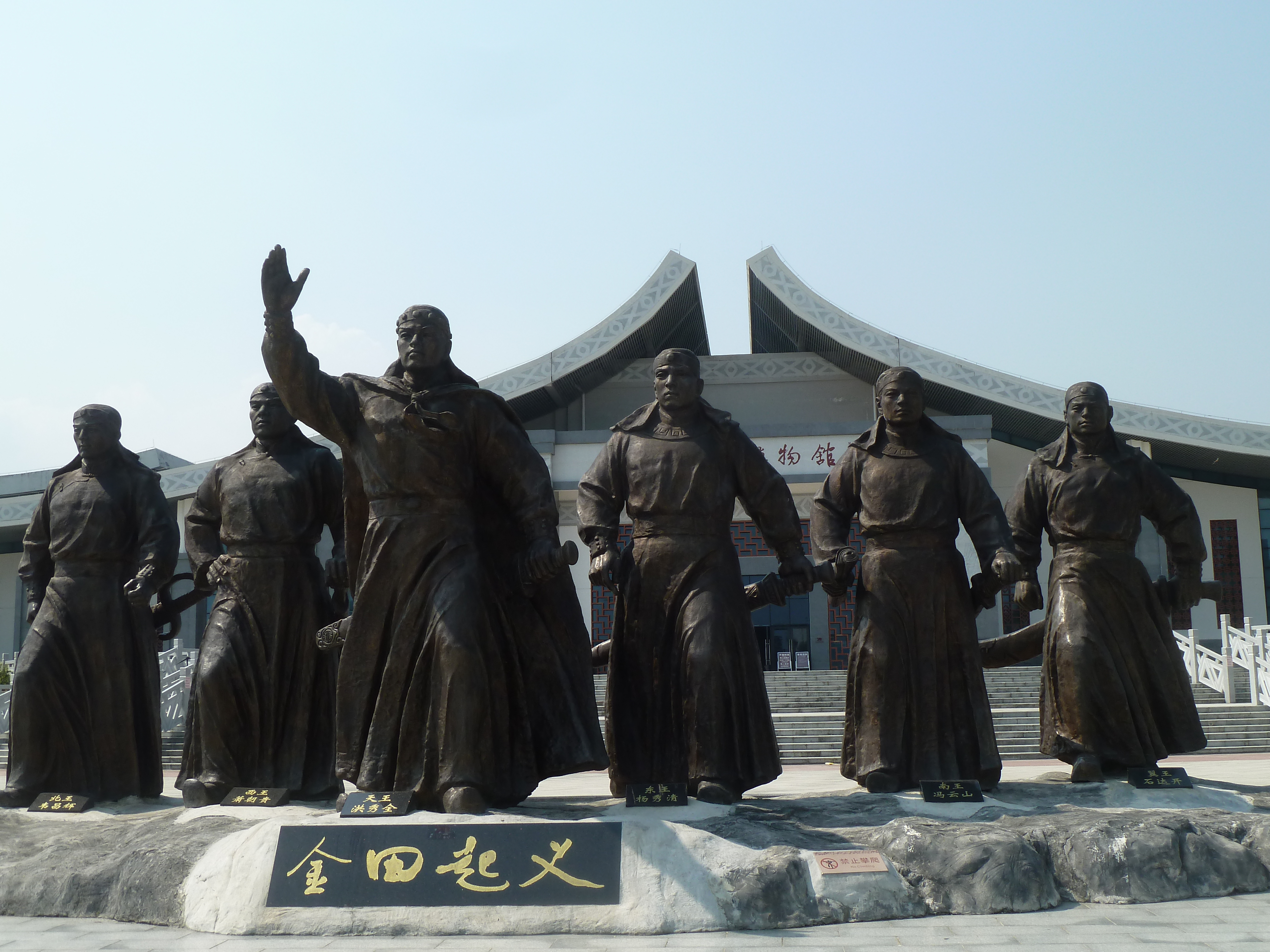
金田起义領袖雕像

道光二十八年（1848年）初，馮雲山被紫荆山蒙冲乡石人村地方士绅王作新以「聚众谋反」罪名逮捕，送往广西桂平知县衙门囚禁。信徒集资「科炭」贿赂官员，冯云山得以從輕發落。
道光三十年二月廿一日（1850年4月3日），洪秀全於平在山祕密穿起黃袍，正式就任太平天王，同年年底十月初一日（11月4日），金田、花洲、陸川、博白、白沙等處的拜上帝會眾同時舉旗，宣佈起義。
道光三十年十二月十日（1851年1月11日），洪秀全生日，拜上帝會眾萬人在金田村「恭祝萬壽」，后世人将这一天定为金田起义纪念日。3月23日，洪秀全在广西武宣登基称太平王，后改称天王。参加金田起义者“有患难之村民，而且被官兵击散之贼匪，均视拜上帝会为逋逃薮，老幼男女携眷挟财产大队加入”，“从者具（俱）是农夫之家，寒苦之家”，还有在械斗中失败的客家人。4月3日爆发了三里圩之战，冯云山“视死如归，赤身赴敌，立刻杀死黔兵二十四人，黔兵始大奔。”
咸豐元年（1851年9月25日）秋，太平軍佔廣西永安州（今蒙山县）。12月在永安城分封诸王，封原中军主将楊秀清為「左輔正軍師」东王，称九千岁，原前军主将蕭朝貴為「右弼又正軍師」西王，称八千岁，原后军主将馮雲山為「前導副軍師」南王，称七千岁，原右军主将韋昌輝為「後護又副軍師」北王，称六千岁，原左军主将石达开为翼王，并诏令诸王皆受東王節制。太平天國在南王冯云山的构想基础上建立了初期的官制、禮制、軍制，推行自创的历法——“太平天曆”。
咸豐二年（1852年）4月5日，太平軍自永安突圍，北上围攻省城桂林，不克，继续北上，在全州蓑衣渡遭遇清军楚勇江忠源部拦截，南王馮雲山被清軍炮火擊中，后傷重不治。5月19日離開廣西進入湖南省，克道州、郴州。6月杨秀清与萧朝贵发布《奉天诛妖救世安民谕》、《奉天讨胡檄布四方谕》、《救一切天生天养中国人民谕》。结果“湖南南部加入的洪门人数有五万多人”。与此同时杨秀清制定了“专意金陵，据为根本，然后遣将四出，纷扰南北”的作战方针。
咸豐二年七月（1852年8月），西王蕭朝貴闻长沙兵力空虚，率偏师进攻，9月12日“辰刻进兵，杀死清朝大小官员数十人，清兵死者两千餘人，尸堆如山，不料清兵炮打着西王胸膛上，穿身”，陣亡。洪秀全、杨秀清闻讯后急率主力来到长沙城下，但此时清军已重兵云集，太平軍攻長沙近三個月仍未能成功，撤圍北上攻克岳州。传闻太平军在当地获得吴三桂秘密埋藏的大量兵器，所谓“祭起吴王炮药”正说此事。

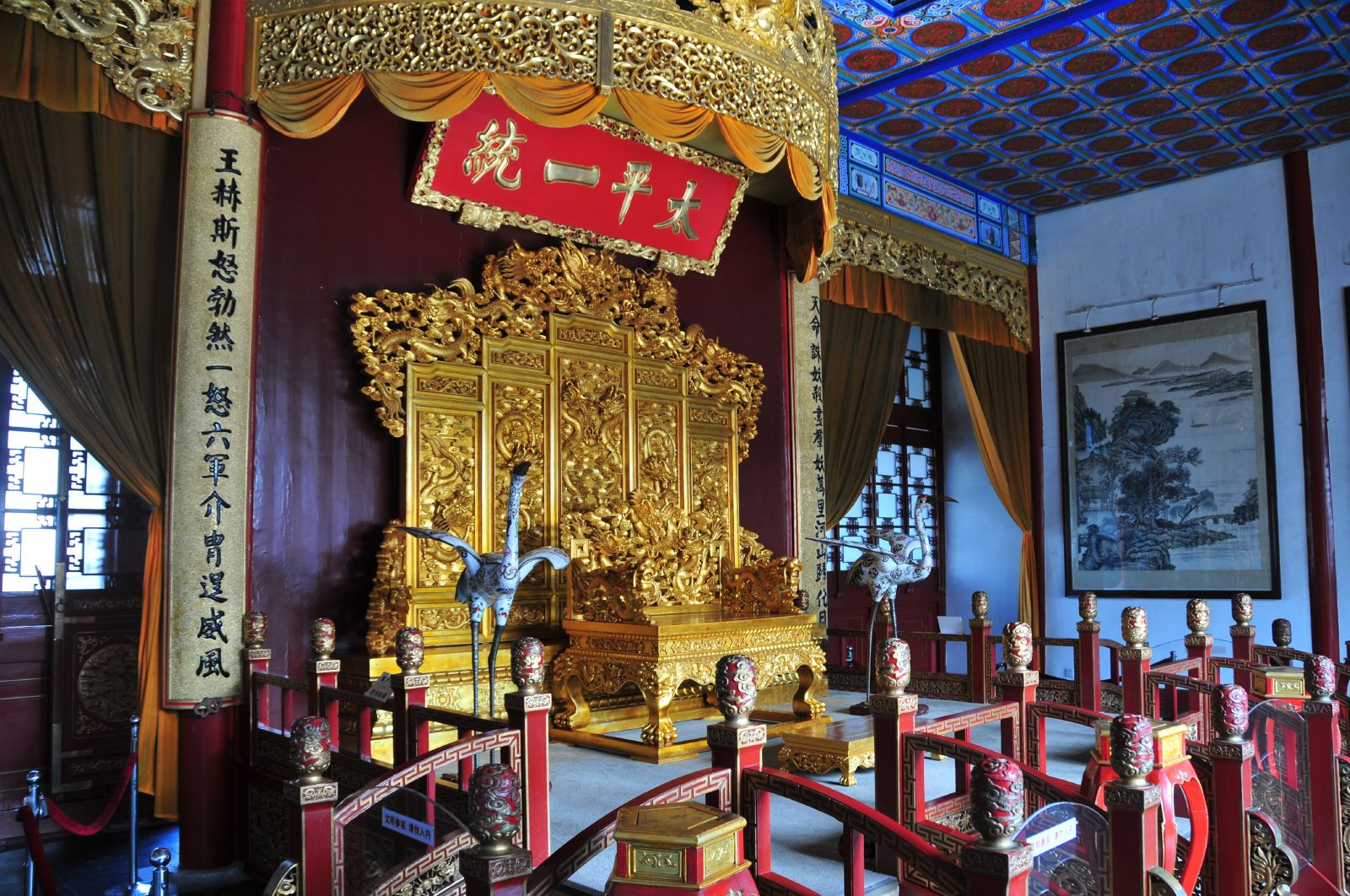
南京太平天国纪念馆天王宝座

咸豐二年十月（1852年11月），湖北巡撫常大淳鎮守武昌城，贴出告示：“兵法以清野为先，且广西湖南等省，皆因民房毁除未尽，致贼藏身，潜掘地道，前车可鉴。”下令燒毀附近市鎮，拆除城外民房，採用焦土政策。咸豐二年十一月十三日（1852年12月23日），太平軍攻下漢陽，知府董振鐸被殺；六天後，太平軍攻下漢口，俘獲1萬首江船，裝備其水師。咸豐二年十二月初九（1853年1月17日），石達開率領太平軍攻克武昌，湖北巡抚常大淳举家自尽:302、300。太平軍在武漢嘗試建立「太平一統」的平等社會，吸引了一些貧苦大眾，血腥鎮壓清兵、士人和一切反對者，破壞衙門、寺廟、學校和藏書樓，沒收一切財產，存入設於武昌原絲綢貨棧的「聖庫」，並把居民編入25人為一組的軍營，男女分營，又拉伕強迫當地人作搬運工或其他勞動:302-303。有流氓假冒太平軍劫掠，許多當地人反對男女隔離分居，也反對大型的公開佈道。太平軍先後將漢陽和武昌立為首都，但只短暫停留，大部份太平軍沿江而下。清提督向榮於2月下旬奪回武漢三鎮:309、300。
咸丰三年正月初八（1853年2月25日）爆发了巢湖之战，太平军“伪为差弁，约期速进，陆建瀛信为实，急饬所部，溯流上，陆建瀛与翼长安徽寿春镇总兵恩长遂越道士洑，恩长战殁，尸顺流下，全军大骇，反棹急奔。”太平軍“革除了对鸦片烟的耽溺”，“恨贼者虚，资贼者实，尤为可虑，或谓乡民处处助贼打仗。”

### 定都天京
3月19日（咸丰三年二月十日）太平军攻克江宁（今南京），两江总督陸建瀛及副都统霍隆武阵亡。太平軍在江寧城破後宣佈懸賞旗人，能抓捕旗人者賞銀五兩，同時城內旗人婦女亦遭到屠殺。

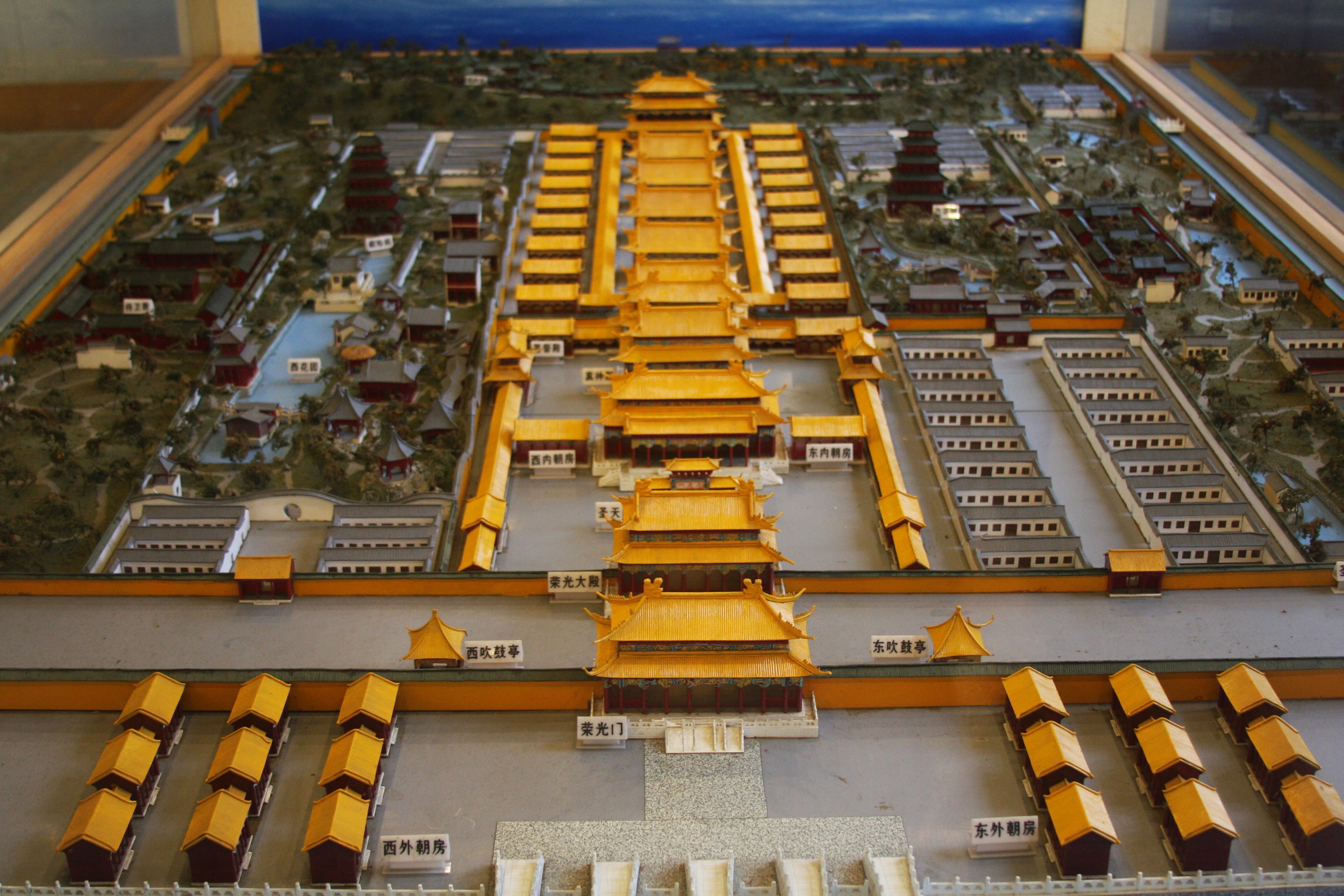
天京宮殿模型

杨秀清稱：「洛邑天下之中」，建议洪秀全定都洛邑。被一位湖南的老船夫阻撓；老船夫堅持要定都於金陵（又稱江寧府，今江蘇南京）。杨秀清後來居然聽老船夫的話，也贊同定都金陵，改名天京。太平军將江宁改名「天京」並定都在此。英国人Brine Lindesay在1862年《中国太平叛党志》中这样评论建都南京：“南京的占领在太平军的战术上引起了一个全面的变化，清军借助这个不进不退的变化而赢得了大好时机，他们不再无望地尾随一支前进的和劫掠的大军之后，如今已经能够在一个或两个据点上集结他们的军队，因此，太平军也随即发现他们自己在南京和镇江被一支军队所水路围攻，而他们要在战场上击败这支军队希望也不大。”这就是清朝集结全国绿营精锐组建的江南大营与江北大营。英国人F. A. Lindley在1866年英文版《太平天国》第一卷中指出：“南京的占领完全改变了天王的战术，他不再继续进行由前进的恐怖来制衡满洲的、迅速和凯旋的进军，却把他的党徒集合在南京及郊区周围，在同一时期从事组织有朝廷和法院的正规政府。”

### 北伐与西征

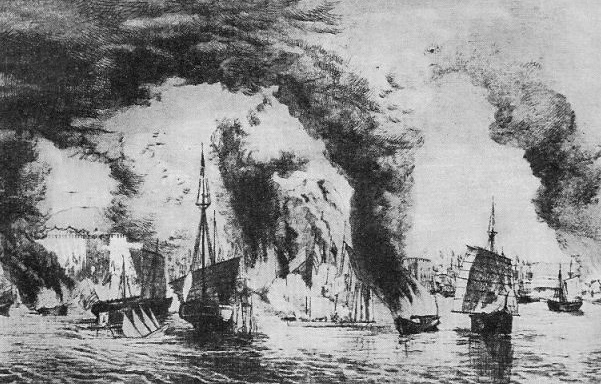
南京附近的太平軍海戰

1853年3月太平軍攻克江宁（今江蘇南京），易名為天京。此後由東王楊秀清策劃，在5月派兵北伐及西征，北伐軍目標為攻取北京，推翻清王朝的統治，西征軍目標為奪取長江中游地区以作天京屏障和供給基地，並進規華南。

#### 北伐

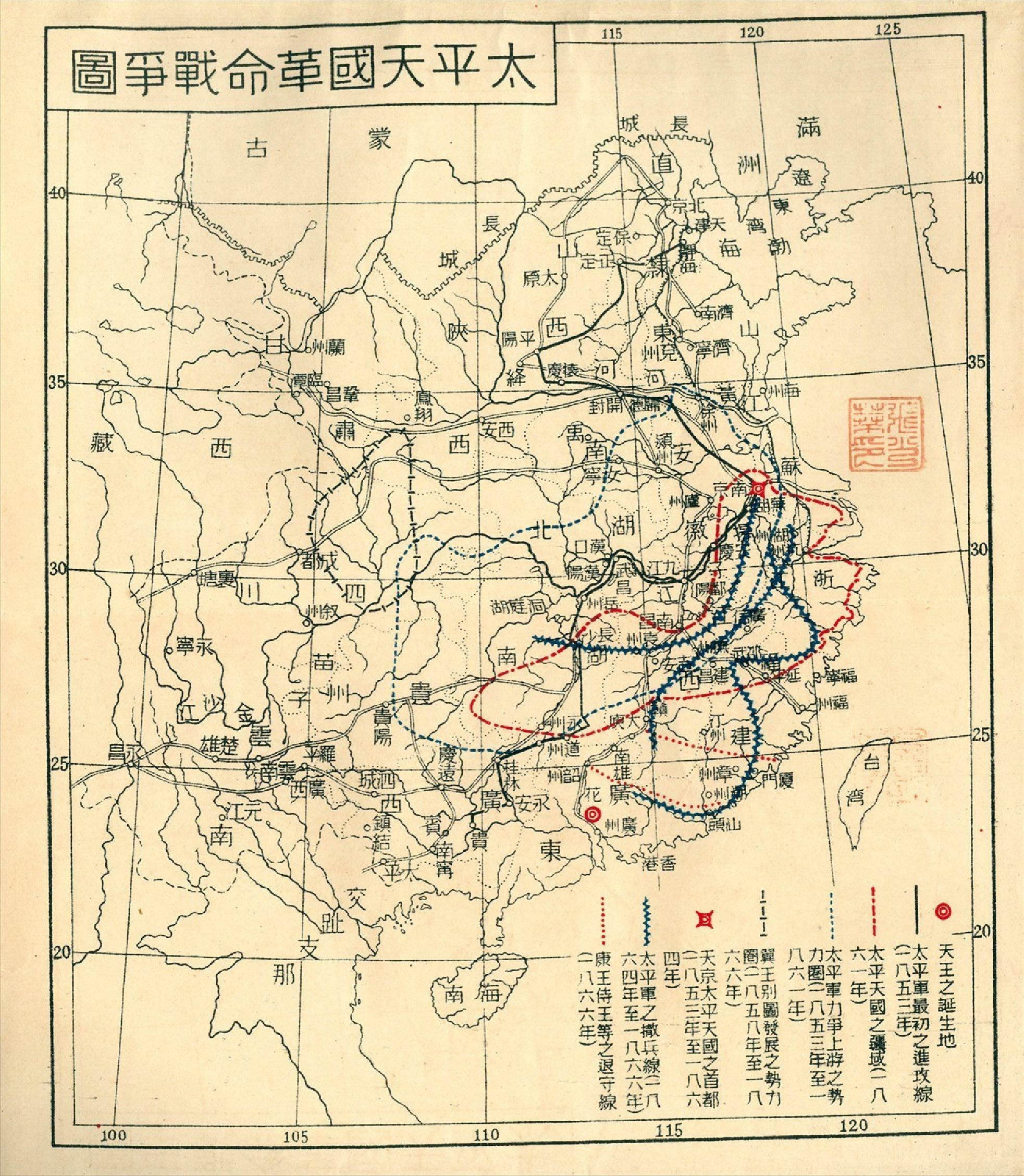
1935年王鍾麒《太平天國革命史》中的太平天国战争地图

咸豐三年（1853年）3月底清钦差大臣向荣在金陵城外孝陵卫建江南大营；4月，太平军攻克扬州，清钦差大臣琦善在扬州城外建江北大营。
咸豐三年四月一日（1853年5月8日），林凤祥、李开芳等奉杨秀清命令率两万余人从扬州出发北伐。清朝采取了正确的防御措施，销毁了全部黄河渡船，“黄河四十里之遥，并无船只，有鞑妖在对江把守，难以过江，离黄河二十里，亦无船只，粮料甚难”，“二十八日尚未渡尽，未及渡河者尚有千余”。
咸豐三年九月十一日（1853年10月13日）太平军进驻保定，咸丰帝集结华北清军主力与太平军决战，包括嘉庆帝五子惠端亲王“奉命大将军”绵愉部、嘉庆帝嗣外孙科尔沁部僧格林沁部、八旗察哈爾部、钦差大臣胜保部，并征召朝阳、阜新、赤峰、通辽四地大军，赐努尔哈赤御用大刀。北伐軍雖然一度進至天津附近，但因孤軍深入，被清军包围。
咸豐三年十一月二十六日（1853年12月26日），太平军撤离扬州。江北大营南移进驻扬州。
咸豐六年三月一日（1856年4月5日），太平军再克扬州，攻破江北大营，“次早黎明，亲领人马同陈玉成、涂镇兴、陈仕章、吴如孝力攻土桥，破入土桥清军马营。那时清军大败，红桥以及卜著（樸树）湾、三岔（汊）河清营尽破，大小清营一百二十余座，清营那时闻风而逃。”
咸丰四年至五年 连镇附近战役清代宫廷画十幅，标注清军主要将领有庆大人(宗室庆祺)、桂大人（提督桂明桂龄兄弟）、玉大人（玉明）、绵大人（绵洵）、董镇台（总兵董占元）、双大人（双成或双禧）、瑞大人（瑞麟或瑞昌）、参赞大臣（僧格林沁）、经大人（经文岱）、拉贝勒（拉木棍布扎布）、希大人（西凌阿）、穆侯爷（一等果勇侯穆辂） 、珠大人（珠勒亨）、绷侍卫（绷阔）、巴营总（巴扬阿）、舒营总（舒保）、明大人（明庆）、伊大人（伊勒东阿）。画里有林凤翔被抓跪地受审。咸豐五年二月（1855年3月），林凤祥在直隶沧州东光县连镇受伤被俘，不久被押到北京处死。李开芳在山东聊城茌平县冯官屯被俘，6月在北京被处死。

#### 西征

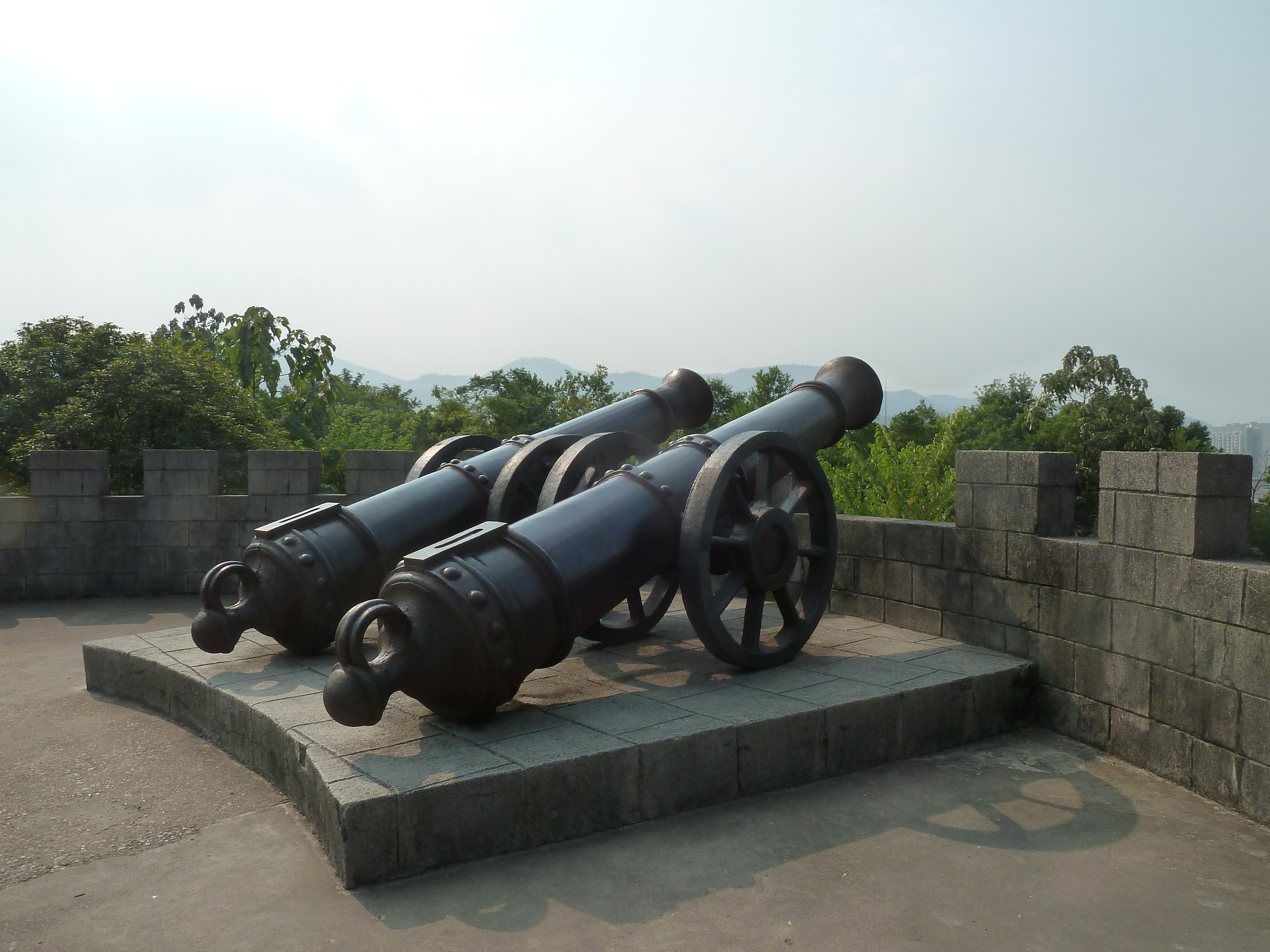
太平軍的炮台防禦工事

1854年4月24日，太平軍西征軍林紹璋分兵經寧鄉，攻據湘潭，擬南北夾擊長沙。4月25日起，湘軍由塔齊布帶隊率陸軍、彭玉麟帶隊率水師，一齊攻打湘潭的林紹璋，湘潭戰役正式打響。塔齊布和彭玉麟於4月27至30日在湘潭大敗林紹璋部，太平軍水陸皆挫，損失將士近萬名。湘潭戰役是太平天國西征中太平軍與湘軍的首次戰略決戰，既是湘軍成軍後出兵的首次大捷，也是太平軍西征以來首次嚴重潰敗；咸丰四年六月二日（1854年6月26日）太平军第二次攻下武昌，十八岁的陈玉成在武昌“舍死苦战，攻城陷阵，趫捷先登，缒城而上，以致官兵溃散，遂陷鄂省。”
咸丰四年七月一日（1854年7月25日）曾天养率西征太平军与曾国藩湘军在湖南岳阳城陵矶进行第一次决战，太平军虎头军统帅曾天养、清军登州镇总兵陈辉龙、湘军水路各营总统褚汝航全部阵亡。1854年10月14在桂明、曾国藩的统帅下第二次收复武昌。1854年11月23日秦日纲率西征太平军与桂明、罗泽南、李续宾、杨载福、彭玉麟湘军在湖北十堰田家镇进行第二次决战失败。
咸豐四年十二月十二日（1855年1月29日），石達開、罗大纲率西征太平军与湘军在江西九江湖口县进行第三次决战，大败湘军。
咸豐五年（1855年）初，太平軍反攻漢陽和漢口，4月3日，擊破湖北巡撫陶恩培的軍隊，第三次攻下武昌。
咸豐六年五月（1856年6月），太平軍攻破江南大營，解天京三年之圍，“步战汉兵，马战满兵，两交并战，自辰至午，得翼王带曾锦兼（谦）、张瑞（遂）谋等引军到步助战。清军满兵马军先败，次即向、张[所]领汉军亦败也。”
咸豐六年（1856年）十二月天京之变后湖北巡抚胡林翼第三次也是最后一次收復武漢三镇，此役湘军罗泽南阵亡，武汉三鎮都已成废墟，遍地瓦礫:300、303

### 天京之變

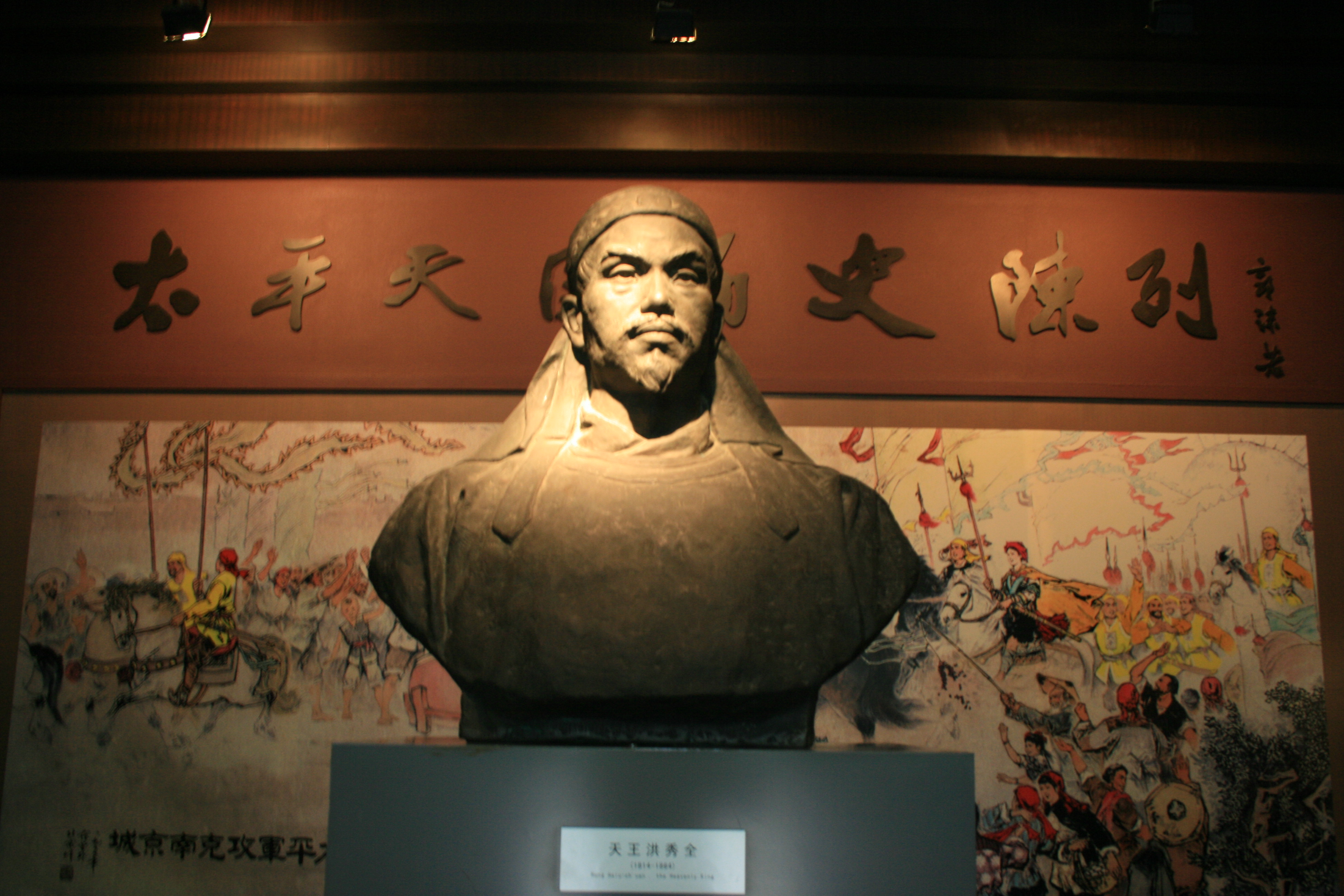
天王洪秀全雕像

咸豐三年三月十九日（1853年4月26日）香港总督文咸访问太平天国，他的翻译密迪樂就从两个太平军船员的口中得知：“东王杨秀清是首要的军事权威和政治权威，他们说天王只是一个被承认的君主，他把他的时间用在编书上面，人们从来看不到他。”咸丰三年十一月二十四日（1853年12月24日），东王杨秀清自稱天父下凡（降乩），指责洪秀全杖责天王府女官，两天后即二十六日，杨秀清召集韦昌辉及秦日纲“到天王面前请宽心安福。”洪秀全本人“深藏不出，秀清则盛陈仪卫巡行闾市，凡有军务，议定上奏（洪秀全）无不准者，每批旨准二字。属下伪官，惟奏谢恩赏，径达洪秀全，其余军务，悉秉奏秀清，听其裁处转奏。（杨秀清）自恃功高，一切专擅，洪秀全徒存其名；秀清叵测奸心，实欲虚尊洪秀全为首，而自揽大权，独得其实。”“因此也许有人以为洪秀全早已死了，但一经询问，一致的证言咸谓其仍然健在，现深居城内。”

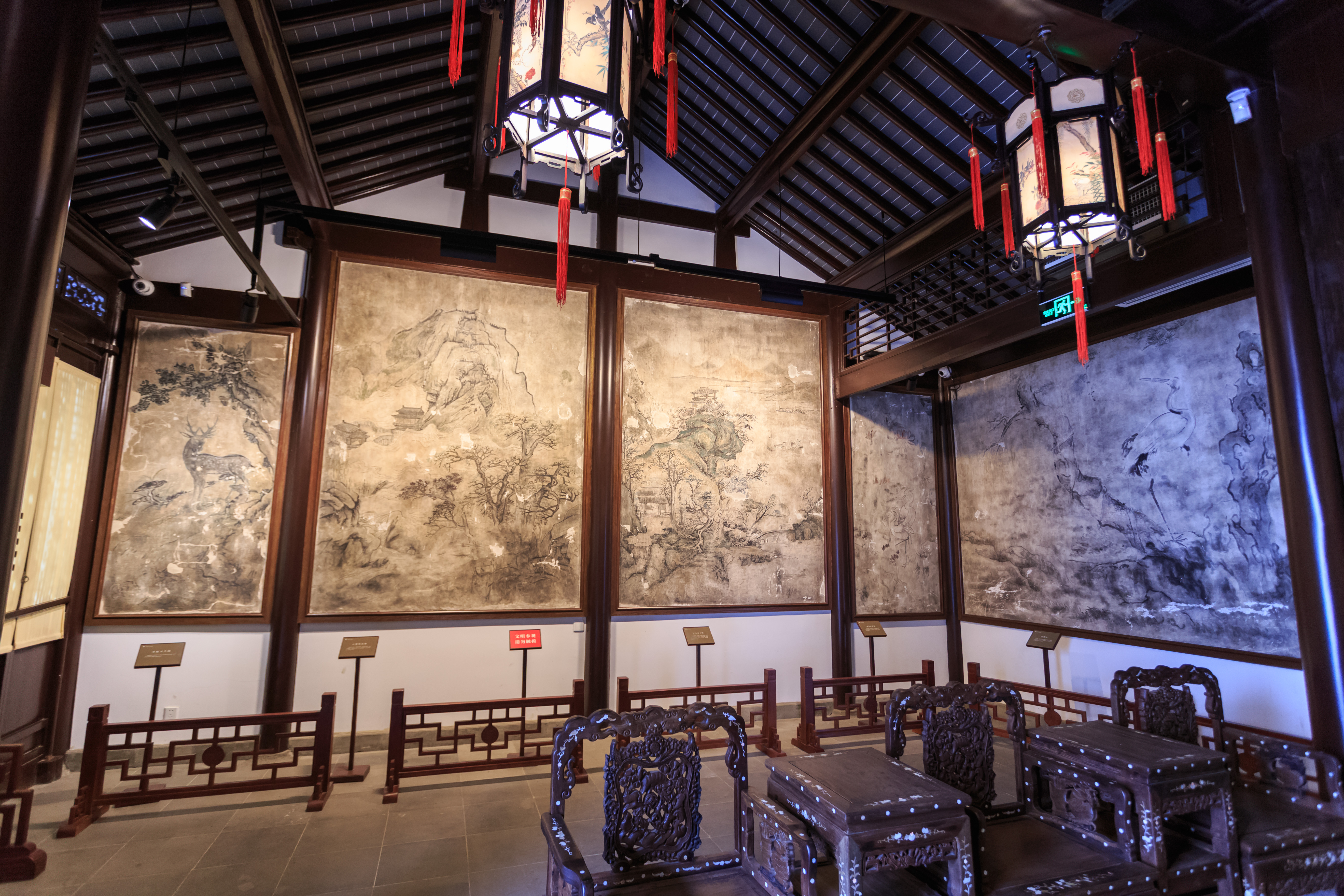
堂子街太平天國壁畫

至于北王韦昌辉，洪秀全认为他“爱兄（洪秀全）之心诚”。但韦昌辉对杨秀清“阳下之而阴欲夺其权”；北王韦昌辉对东王杨秀清“甚谄，舆至则扶以迎，论事不三四语，必跪谢曰：非四兄（杨秀清）教导，小弟肚肠嫩，几不知此。肚肠嫩浔州乡语，犹言学问浅也。”而韦昌辉暗地里“请洪秀全诛杨秀清””，但洪秀全说：“暂且容他（杨），他服便罢。”杨秀清曾去北王府，“杖昌辉数百，至不能兴。”以至于两人“相互猜忌，似不久必有并吞之事。”
至于燕王秦日纲，咸豐四年三月（1854年5月），秦日纲的下人与杨秀清的下人发生矛盾，判官是石达开的岳父黄玉昆，黄玉昆采取息事宁人的做法，“可勿杖，转相劝慰”，但杨秀清不同意该判决，命令石达开逮捕自己的岳父黄玉昆，“玉昆闻而辞职，燕王秦日纲闻之亦相率辞职。”结果杨秀清“杖日纲一百，玉昆三百，玉昆杖后，夜投水救起”。李秀成认为“东王威逼太过，此三人（北、燕、翼）积怨于心，北翼二人，同心一怒于东。”
“及破南省，（杨）众权独揽，虽洪贼亦拱手受成，北、翼贼无论矣，（杨）有去洪贼而自称天王意。”洪秀全為以示慶祝，定于楊秀清生日（公曆當年9月23日）時正式封萬歲。洪秀全一面“所筑土城上密布枪炮，恐杨来暗算，一面遣腹贼至江西调北贼韦昌辉回金陵”。与楊秀清有宿怨的韋昌輝在咸丰六年八月三日（1856年9月1日）深夜回到天京，與秦日綱在夜間入城，2日凌晨“率三千余人遽入南门，趋围东贼宅，自携数贼入，杀东贼及其妻小”，史稱「天京之變」。咸丰六年八月四日（1856年9月2日），韦昌辉将杨秀清首级交给洪秀全。
翼王石達開抵天京後，責備韋昌輝濫殺，二人不歡而散，韋昌輝又欲殺石達開，石達開見勢不妙，當夜逃出金陵城外。在韦昌辉进攻洪秀全天王府的最后关头，天王府内的大量宮女参加了保卫洪秀全的战斗，“韦昌辉陈兵三千人于洪居前火攻（天王府），洪秀全乘墉与韦昌辉对垒，枪炮互施，逾时无胜负，洪居服役少女，悉使裹髮、效男装，各持械启门，大呼出冲阵，北贼不意其速出，大惊，众遂溃，缚北奸送洪秀全，令肢解之。”

### 石达开的「远征」
咸豐六年十月（1856年11月），石达开奉诏回京，被军民尊为“义王”，合朝同举“提理政务”，洪秀全碍于众议，被迫诏准。他不计私怨，追究屠杀责任时只惩首恶，不咎部属，北王亲族也得到保护和信用，人心迅速安定下来。尽管武昌在石达开回京后不久即因粮尽援绝而陷落，但在石达开的部署下，太平军稳守要隘，伺机反攻，陈玉成、李秀成、杨辅清、石镇吉等后起之秀开始走上一线，独当一面，内讧造成的被动局面逐渐得到扭转。咸豐七年（1857年）春天，李秀成與陳玉成擊敗清軍秦定三部，北上六安、霍丘，與捻軍會合，兵锋直指湖北。
天京之變後，太平天國合朝推薦石達開主持朝政，但洪秀全卻忌憚石達開的聲望才能，不肯授予他“軍師”的地位，只封他為“聖神電通軍主將義王”，局勢稍見好轉後，又對他產生謀害之意。為免再次爆發內訌，石達開被迫率数千人逃出天京，前往安慶。
咸豐七年八月（1857年9月），洪秀全迫于形势的恶化，遣使请石达开回京，石达开上奏表示不会回京，但会调陈玉成、李秀成、韦俊等将领回援，并以“通军主将”身份继续为太平天国作战。洪秀全诏准了这一方案，天京官方遂承认石达开此后的作战是太平天国的远征活动。
此后，石达开先后转战于天京外围的閩、浙、贛等省，牵制大量清军，缓解了天京、安徽两地的军事压力。
咸豐八年（1858年），清军乘太平天国内讧之後，重建江北、江南大营。4月，洪仁玕從香港辗转抵达天京，被賜予軍師職位，封为干王。
咸豐九年（1859年）春，石达开入湖南，发动“宝庆会战”，欲取上游之势，再下趋湖北，配合安徽太平軍作战，并伺机分兵入川。彼时湘勇正计划分兵三路进攻安庆，闻石达开长驱直入湖南腹地，军心全线动摇，只得将因势利导，全力援湘。面对湘军的重兵驰援，石达开孤军作战，未能攻克宝庆，被迫退入广西休整。
咸豐十一年八月（1861年9月），石达开自桂南北上，为北渡长江，夺取成都，建立四川根据地，转战蜀、黔、滇三省，先后四进四川，并于同治二年三月（1863年4月）渡过金沙江，突破长江防线。但为大渡河百年不遇的提前涨水所阻，在紫打地陷入绝境。時任四川总督的駱秉章遣使入太平軍中谈判。经协议，太平軍自行遣散四千人，剩余两千武士保留武器随行，在石达开被押往成都后，清軍背信棄義，两千太平軍被屠戮。同治二年五月十二日（1863年6月27日），石达开在四川成都被凌遲。

### 安徽江北战场

英王陳玉成旗幟

咸丰八年四月七日（1858年5月19日），九江被湘军李续宾攻克。“林启容踞九江六载，号坚忍能军，塔齐布、罗泽南为名将，拼命力攻，亦卒不拔，食罄则婴城种麦以自给，其守愈暇，凡围城十有六月。”	日本人宮崎滔天曾说：“睢阳而后有斯人。”湘军彭玉麟参与克复九江后曾作诗：“尸涌长江水不流”。
咸豐八年八月（1858年9月），陈玉成李秀成太平军攻占浦口和扬州，歼灭清军江北大营，李秀成说：“陈玉成攻德帅（清军德兴阿部）之前，我攻德帅之后，德军大乱，死于甫〈浦〉口一万余人。”安徽江北的湘军乘太平军东下，攻安徽、据太湖、扑安庆，李续宾湘军沿黄梅、宿松、太湖、潜山、石牌、桐城、舒城向三河镇进攻（即今天G50-G35-G4212-G3高速公路一线），进逼庐州（合肥）。陈玉成率兵救援，李秀成援军继进。1858年11月15日，陈玉成李秀成太平军与湘军在安徽合肥三河镇第一次决战，李秀成说：“我听闻金牛镇炮声不绝，是知开仗，我亲引本部人马向三河边区而来，斯时正逢陈、李两军迎战，离李将营前七八里交锋。我军即至，陈玉成见我军生力一壮，破李续宾阵门，阵脚一动，大败而逃”，击毙李续宾（一说自缢）、曾国华。湘军从安慶外圍撤走，安慶之圍遂解。

##### 第二次西征
咸丰十年（1860年）冬，太平天國决策层部署第二次西征，计划以陳玉成、李秀成兩支主力分别从长江南北西上進攻武昌，以解安慶之圍。
陈玉成解围心切，立即从安徽桐城出发，十一天内行军六百里，连取霍山、英山、黄州，兵锋直指武汉。此时，清军主力尽在安庆，武汉城防空虚。关键时刻，英国舰队司令何伯派参赞巴夏礼前往黄州觐见陈玉成，请求他不要攻打武汉，以维护大英帝国在武汉的商业利益。由于李秀成部进军迟缓，太平军并无把握在短期内攻下武昌，及湘勇加紧对安庆的围攻，陈玉成决定命部下赖文光率部队军队留在武昌附近，继续等候李秀成部，本人率主力返回安庆。

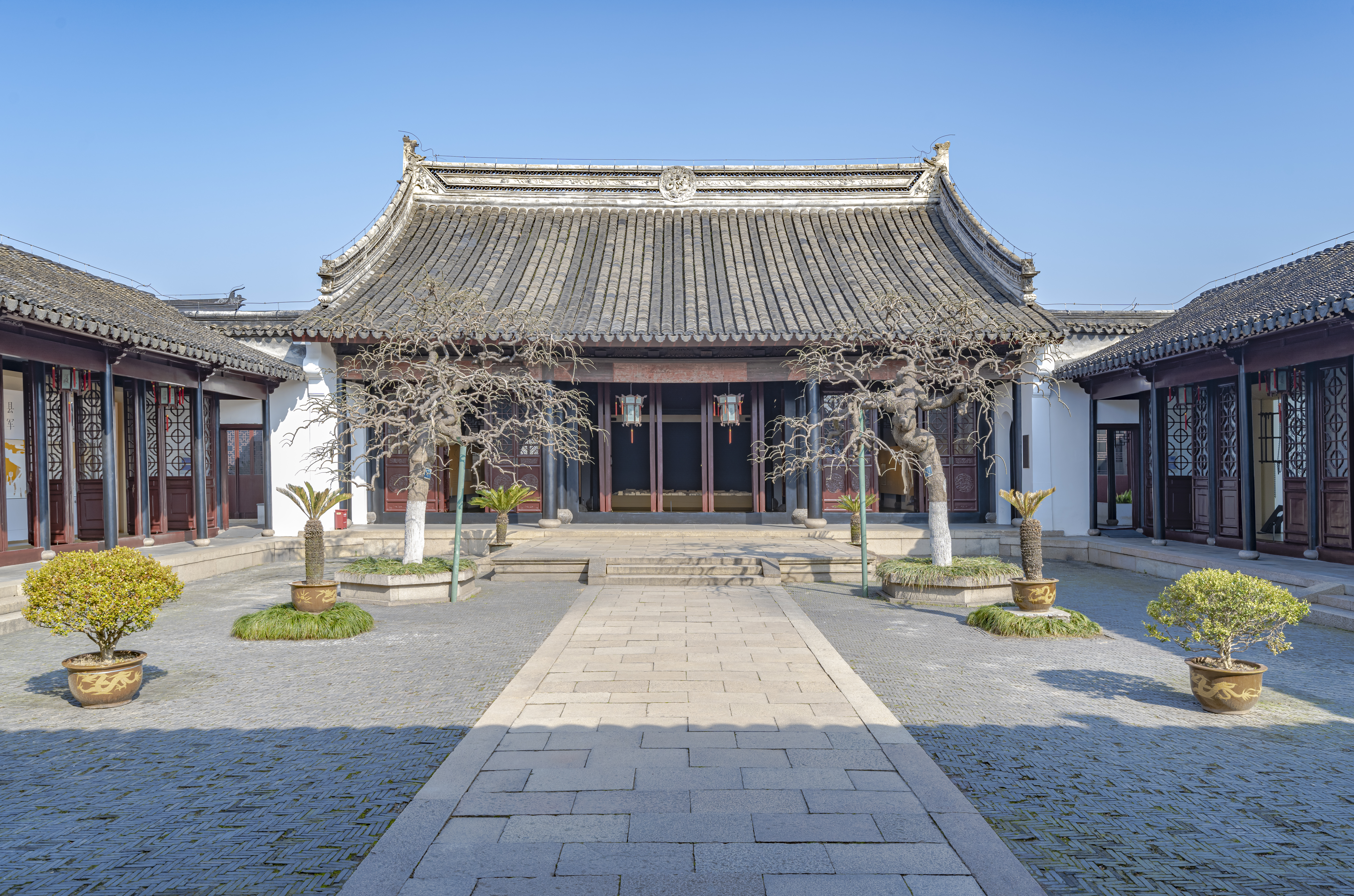
忠王李秀成蘇州忠王府

李秀成转進至湖北東南部，在附近地方招兵30萬人，得知东线太平軍作战不利，又听说陈玉成已经返回安庆，遂放棄進攻武漢三鎮，改向東進軍，与李世贤部共同攻下浙江大片土地。陈玉成与李秀成两人不和导致第二次西征无果而终，会攻武汉的计划就此功亏一篑。“伪天王弟洪军师到苏，即调停忠英二酋之误会也，贼中相互猜忌如此。”
所谓“第二次西征”实际上是一个败招，因为湘军的补给基地是九江与南昌，曾国藩也说：“力求破安庆一门，此外皆不遽之争得失。”

#### 安庆二次决战
咸豐十一年（1861年）春，第二次西征后，太平军与湘军和多隆阿部清军在安徽安庆进行第二次决战。湘军的部署是湘军曾国藩、左宗棠、鲍超在安徽南部，湘军李续宜、胡林翼、清军多隆阿在安徽北部，两个方向向安庆进攻，陈玉成回救安庆，洪仁玕、林绍璋、吴如孝、黄文金等也来配合作战，失败，6月集贤关、赤岗岭失守，8月陈玉成与杨辅清等夺回集贤关，再救安庆，为清副都统多隆阿部所拒。9月，曾国荃攻克安庆，太平军守将叶芸来、吴定彩及全军1.6万余人全部阵亡。同治元年四月（1862年5月），陳玉成在安徽寿州被叛徒苗沛霖逮捕，押送清军兵部侍郎胜保，同年6月陳玉成被处死。

### 上海战场
江南大营是清朝为镇压太平天国集结起的最后两支直接听命于咸丰帝的野战军之一（另一支为科尔沁部僧格林沁野战骑兵）。全国各地素質较好的绿营官兵驻扎天京孝陵卫屏蔽苏杭财赋区成为江南大营。咸丰十年三月十二日（1860年5月2日），太平军与江南大营最后的决战打响，太平军“乘势扑至，内外夹攻，顷刻之间，得胜门至江边一带官军营垒五十余座全行失陷，陕西延绥镇总兵黄靖等均殁于阵，官兵死者数万人。”“两日交锋，头一日胜富〈负〉未分，次日一战，自辰至未，（江南大营）张（国梁）军大败，死者万人。”
江南大营的被歼宣告在华东地区、中南地区再无直接听命于清朝皇室的野战大军，清朝皇室不得不起用汉族地主招募的湘军与淮军。咸丰十年四月十九日（1860年6月8日）咸丰帝与曾国藩达成协议，咸丰帝授予曾国藩钦差大臣兵部尚书两江总督督办江南军务，华东地区所有军队均归节制，曾国藩经咸丰帝许可罢免咸丰帝此前任命的官员，包括皖南督办军务大臣张芾、闽浙总督庆端、浙江巡抚王有龄、江苏巡抚薛焕、江南团练大臣庞钟路、江北团练大臣晏瑞书，转而任命湘军系统的军官。
其后李秀成太平军占领江苏，“克（無）錫次日，行营而下苏郡，初到阊门，将分困各门，看阊门街方等村百（姓）多有来迎，街上铺店民房门首具（俱）贴字样云：“同心杀尽张（国樑）、和（春）两帅官兵”。民杀此官兵者，因将丹阳之下到苏〈州〉，水陆民财，概被其兵抢掳，故恨而杀也。”
咸丰十年六月二十三日（1860年8月9日），李秀成太平军与弗雷德里克·湯森德·華爾和上海买办杨坊联合组建的洋枪队在上海决战。
在星期六，即8月18日，攻击开始了。叛军紧紧地逼近城下，他们已经预先驱逐了驻在城外的清军。可是在这里，他们却遭遇到我们山炮的散弹和手榴弹的剧烈射击；我们的水兵用他们的1853式恩菲尔德步枪，锡克人用他们旧式的褐筒也使他们蒙受了重大损害。叛军在发现他们的努力无望以后，便于夜间退却到射程以外的地区去了。在星期一，叛军又来攻城，全作单线行动，每人都拿着一面旗子，我们炮火的有效杀害使他们改变了进军路线，他们在英国居留地的郊区附近继续前进。就在这个地点，从我们海军炮兵所发射的火箭和榴弹有效地保证了他们的退却。夜间，快炮船‘先锋号’溯江前进，向他们的营地发射了一些13英寸口径大的炮弹。这个最后的军事行动达到了完全阻止太平军任何进一步攻击上海的结果，于是他们毁弃了营地，并且在射程以外的地区逐渐退却。 

（8月18日）叛军开进了空无一人的徐家汇，忠王就在这里设了司令部。午后，忠王的先头部队已迫近上海南门，同时，满载叛军的兵船也驶进了黄浦江。县城沿黄浦江的东段和南段是法国军队分防的地区，当叛军一出现，法军只要对准他们扫射一阵，足可阻止他们前进。 翌日，8月19日，叛军部队沿黄浦江入侵到城墙和上海法租界之间的城厢区（上海老城厢），防守主教大堂的12名法国兵，很有办法护卫圣堂。海军中尉勒伯勒东命令‘强力’号舰的海军登陆，向城厢区开炮，许多中国房屋着了火，抢劫者也逃得无影无踪。同时，‘强力’号由泰尔海军上尉率领。溯黄浦江而上，靠近董家渡后便向该地区的街道逐条扫射，一艘英国炮舰向上挺进得更远，这种示威很有成效，董家渡的混乱平静了。20日，忠王从徐家汇出发，企图进攻上海西门（今复兴中路西藏中路）及上海租界，这地区是由英国兵防守的；同法国兵昨天的炮火一样，英国人的炮火很快地迫使太平军后撤，并当场击毙了数百太平军。
由于太平天国禁止鸦片贸易（洪秀全曾作《戒鸦片诗》：“烟枪即炮枪，自打自受伤。多少英雄汉，弹死在高床。”）加上清政府与英、法、俄签署《北京条约》后，太平天国威胁到各国条约利益，西方各国对太平天国运动转向反对。1862年1月，清政府確立了「借師助剿」的方針，選擇與外國軍隊聯合對太平天國實施作戰：由該年1月-6月，李秀成太平军与英法联军在上海决战。谭绍光太平军从吴淞包抄浦东，英法联军在高桥镇与太平军激战，原石达开部将吉庆元阵亡，太平军包抄计划失败。法國海軍駐華司令卜羅德少將被太平軍流彈击毙後，法軍為了報復，占領上海柘林鎮後，讓清軍殺伤村中数百名男女老幼和太平军军人。
我（英法联军中一名英国军官）跟一大群人去看清军屠杀俘虏的太平军，这批俘虏是英、法两国军事当局交给清朝方面处死的。英法联军既然帮助清朝俘虏太平军，自然他们也赞同清方这样残暴地屠杀俘虏。这批俘虏，有男有女，有老有少，从刚出世的婴孩，到80岁蹒跚而行的老翁，从怀孕的妇人，到10至18岁的姑娘，无所不有。清军把这些妇女和姑娘，交给一批流氓强奸，再拖回来把他们处死，有些少女，刽子手将她们翻转来面朝天，撕去衣服，然后用刀直剖到胸口。这批刽子手做剖腹工作，能不伤五脏，并且伸手进胸膛，把一颗冒热气的心掏出来，被害的人，直瞪着眼，看他们干这样惨无人道的事。还有很多吃奶的婴儿，也从母亲怀里夺去剖腹。很多少壮的男俘虏，不但被剖腹，而且还受凌迟非刑，刽子手们割下他们一块一块的肉，有时塞到他们的嘴里，有时则抛向喧哗的观众之中。
上帝纵使宽恕英国参加镇压太平天国的战争，但如何能饶恕它参预对无防御力的妇女和柔弱无知的孩子们的疯狂屠杀呢？我们从贫苦的英国人群压榨来的金钱，拿来帮助两手染着鲜血的恶徒们在中国作战，这是为了什么！难道是为从中国得到黄金的买卖吗？

### 陕西战场
咸丰十一年（1861年）八月，太平军安庆失守，陈玉成为召集人马、牵制清军兵力，派陈得才、赖文光、蓝成春等太平军将领，率两万余人远征陕西，进夺西安。

##### 第三次西征
同治元年（1862年）三月，陈得才率军经河南内乡进入陕西商洛地区。
同治元年（1862年）四月，太平军北上秦岭子午谷，直逼西安城南三十里的引驾回（亦称尹家卫，今陕西西安长安区引镇），在三兆、杜曲大胜清军。清副都统乌兰都溃逃入西安城内，并令清军紧闭西安城门，坐困孤城待援，不再出战。太平军进攻西安城数次无果，未能攻破。不日，多隆阿、张得胜率清军包围庐州（今安徽合肥），陈玉成调陈得才等部回援东返解围。陈得才奉调东返，放弃夺取西安的计划，进驻蓝田厚子镇。四月二十四日张得才攻克渭南县城，击毙知县曹士鹤等人。四月二十五日击败尾追而来的清军，杀临潼军功安定邦。随后陈得才率部一路沿渭河东进，攻克华州、华阴等地，击毙团练首领陈茂经，击溃潼关守将哈连升的阻击。
同治元年（1862年）五月三日，太平军陈得才部东出潼关，进入河南，东去解庐州之围。

### 江南战场

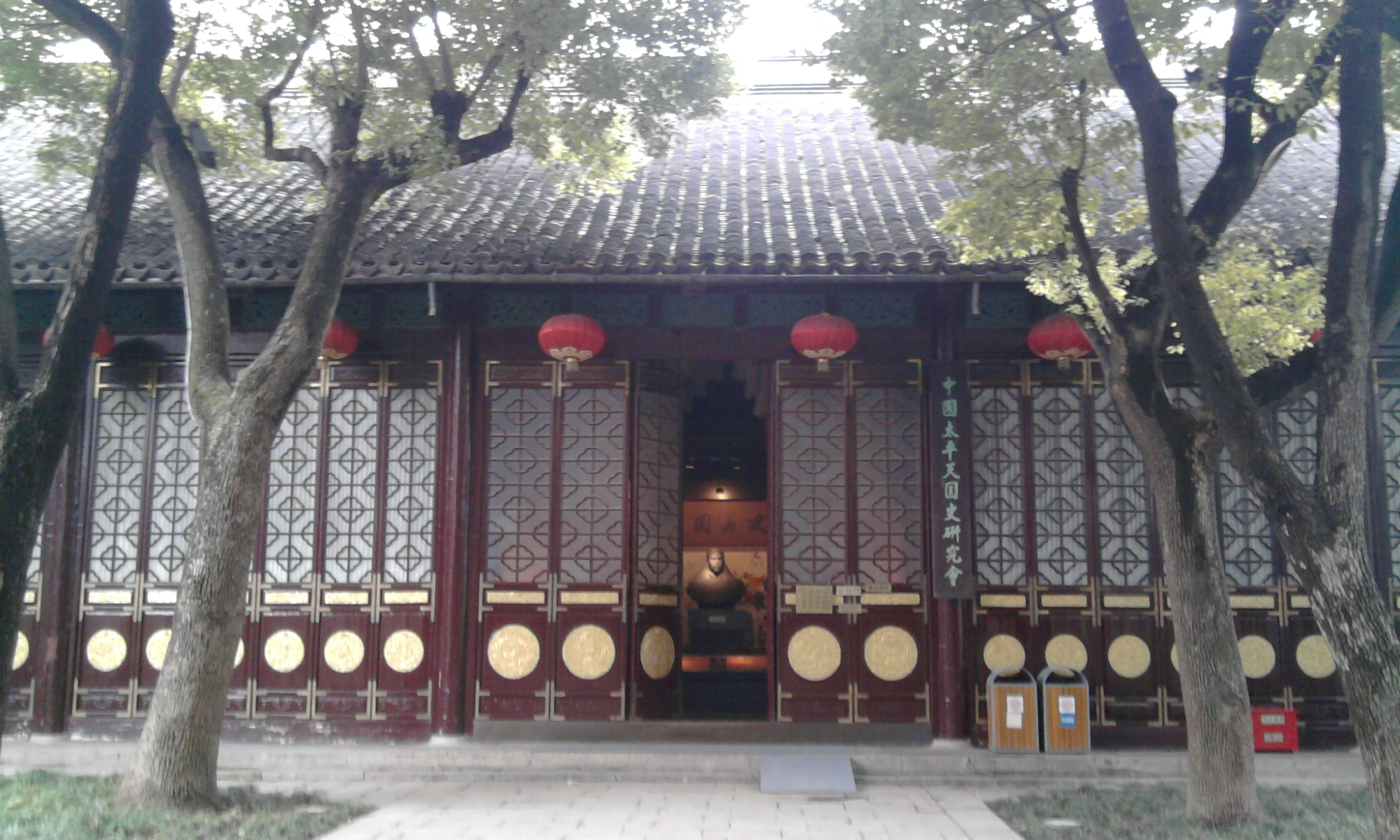
南京太平天國歷史博物館

同治元年五月（1862年6月），洪秀全命令各地太平军回援天京，太平军集結二十萬人兵力，10月起大戰湘軍四十多天，未能取勝。天京无粮，据李秀成说原因是“在京时，当与合朝文武在我府会集，声言：众位王兄王弟，凡有金银，概行要买多米粮，切勿存留银两，买粮为首切等叙云云。合城文武遵我之言，果买米粮。那时洪姓出令，‘某欲买粮者非我洪之票不能。’要票出京者亦要银买方得票行，无钱不能发票也，得票买粮回者重税，是以各不肯买粮入京。固〈故〉积今日之患，国破实洪姓之自害此也。”12月，李秀成奉命北渡長江，由于无粮，太平军损失很大，“此举前后失去战士数万余人，因我一人之失锐，而国之危也。”
“攻克苏州等县，非算李鸿章本事，实得洋鬼之能。其将尚〈上〉海正税招用其力，该鬼见银亡命。”同治二年十月二十四日（1863年12月4日），蘇州守將譚紹光被部下郜永寬等八人杀死，苏州被克复。淮軍奪回蘇州後，郜永寬等八人在常胜军首領查爾斯·戈登的協調下，已經是清兵的臥底，李鴻章曾答應保住他們的性命，但而後李鴻章違反不殺降的諾言，命程學啟將郜永寬等八人斬首，還射殺千餘名投降的太平軍。不得不指出的是，苏州屠杀事件直接当事人李鸿章与清朝政府、淮军与清军，不能互为代表，江南大营被太平军歼灭后，华东地区已经没有直接听命于清朝皇室的大军，淮军為李鸿章個人的募兵，清朝政府也不得不起用，李鸿章也只能代表他自己而成为实力派，游走于清朝政府与英国之间。
清上谕：果能于城池未下之先诚心归顺者，无论其从贼之久暂，均一律准其投诚。将军械、马匹呈缴后，该大臣等酌留所部，令其随同剿贼。倘有不愿随营，即饬地方官递送回籍，或妥为安插，毋令失所。携带资财，不准兵勇抢夺；如兵勇利其资财、私行杀害，即按军法从事。本管官不行查办，一经发觉，即着该大臣等从严参办
清将用银惹动洋鬼心，而攻我宁城，然后鬼子攻破宁郡，得赏银之后，又领赏银来打绍兴。所攻此两处，鬼子得银四十余万。宁波税重银多，是清瞒饷银，而请洋鬼，作为己功，打绍兴亦是如是，不然，亦不能攻我城池也。
同治二年十一月二日（1863年12月12日）李鸿章淮军克复无锡，无锡太平军守将黄子隆是“广西藤县人，軀幹矮小，狡勇非常，目光炯炯若电，诈称不识字，不多言，亦无供状，临刑时颜色自若。”
同治三年三月二十二日（1864年4月27日），陈坤书太平军与戈登常胜军及刘铭传淮军在常州激战。
太平军奋不顾死地抵挡，戈登的大炮队用榴弹炮和铁桶炮扫射都没有用处，城墙缺口处的第一批太平军被炮火扫光了，第二批太平军又立刻补上。
残存的太平军奋勇力战，壮烈地牺牲了许多人，活着的仍死战到底，他们虽被迫退下城墙，穿过街道，但始终作着顽强的抵抗，寸土必争，最后只剩少数兵士，一直抵抗到统帅王府。护王在全部战役中，身先士卒，激励将士，奋勇力战，直到此刻他尚未受伤，他率领着几个军官和三四十个兵士，在自己的王府前面作最后的死战，护王这些部下虽无法战胜，可是他们坚决面对着敌人，为效忠于自己的高贵事业而死，这些人一个接着一个地在护王周围倒下去了。这时，他单独一个人和大批敌人鏖战，排山倒海的敌人把他击倒在地，可是在他倒下去之前，许多敌人已死在他那柄大刀之下。我曾经与这位英勇坚强的首领相识，是我一生之中的光荣，我现在来哀悼他，虽然觉得无限悲伤，但同时也感到了骄傲。
同治三年四月六日（1864年5月1日）常州被克复，陈坤书“昂然直立，拒绝投降，并愤然（对李鸿章）说道，要不是戈登及其军队协助你作战，我定叫你毫无办法从我手中夺取这城池。”1864年7月南京最后的战斗打响，事前李秀成违反洪秀全命令，将南京城内部分分不到粮食的人口遣散到城外，“阖城男女饥饿，日日哭求我救，不得已，即已强行密令，城中寒家男妇，准出城外逃生，各门分〈放〉出足有十三四万之敷〈数〉。”而李秀成妻舅宋永祺劝降李秀成被补王莫仕暌当众揭发。
此事此〈已〉过未久，有我妻舅宋永祺来在九帅营下，云同九帅部下司〈师〉爷谈及，劝我来降等（语）。其有兄弟，我不知其何名，在中堂辖下戴蓝顶子，可保于我。宋永祺所云此人我未见过，未悉其人，未见过其面，（是）以未敢定言。此人闻在泰州，未知真叚〈假〉。至宋永祺由九帅之营回转京内，（来）往十日有余，同郭老四同事。郭老四南京人。宋永祺与我谈及，云有此事，未见有九帅之文，其云不故〈过〉与九帅司〈师〉爷谈及，未有实情等语。此人好还〈玩〉饮酒，是夜（与）我谈及多言，次日与朋友饮酒太多，与人多语，即与陈德风谈及，云与忠王所言如此如此。陈德风半信半疑，行文前来问我，能有此事否。此日在我府会议粮务，补王莫仕葵〈暌〉、章王林绍璋、顺王李春发、王长兄长子洪和元、次子利元、干王长子洪葵元在我府内会议，正逢松王陈德风递到此文，本城文到，何人而有防内有私者乎？莫仕葵〈暌〉顺手将此文扯开一看，见此情由，各人在此，并踊来视，内言："问忠王真有此心否？"此时莫仕葵〈暌〉在此，问我曰："尔调宋永祺到场，我问来情，我为天王刑部，今有此事，尔即调尔妻舅宋永祺到场与我讯问，不然，我亦要先行启奏，尔做忠王，恐有不便"等情。后不得已，宋永祺又不能逃，莫仕葵〈暌〉发动人马在我府等候。此日夜宋永祺正到我府，与我家弟叙及此事，莫仕葵〈暌〉将其拿获，后又将郭老四并获。此时惹出大事，合城惊乱。我平日幸得军民之心，不然，误我全家久矣。朝臣其有忌意，不敢强为究我之罪也。后将宋永祺押入囚内，欲正其法。我与其亲戚之情，不能舍绝，然后将艮〈银〉用与莫仕葵〈暌〉，而后宽刑，不治其罪，奏旨轻办。此事连及我身，幸合朝人人与我情厚，不然，合家性命不到今日之亡。 
肉薄相逼，损伤精锐不可胜数。总兵陈万胜、王绍羲、郭鹏程等素称骁将，数日之内，次第阵亡，尤堪悯恻。而左路城头之贼，以火药倾盆，烧我士卒，死者甚众，大队因之稍却。其伪宫殿少女缢于前苑内者不下数百人，死于城河者不下二千余人。经过曾国荃亲讯，李万材供称，城破后忠王之兄巨王、幼西王、幼南王、定王、崇王、璋王乘夜冲出，被官军马队追至湖熟桥边，将各头目全行杀毙，更无余孽。秦淮长河，尸首如麻。凡伪王、伪主将、天将及大小酋目约有三千余名，死于乱军之中者居其半，死于城河沟渠者居其半，三日夜火光不息。至十九日尚有贼踞高屋之巅，以洋枪狙击官军者…我朝武功之盛，超越前古，屡次削平大难，焜耀史编，然如嘉庆川楚教乱，蹂躏仅及四省，沦陷不过十余城。三藩之乱，蹂躏尚止十二省，沦陷亦第三百余城。今粤匪之变，蹂躏竟及十六省，沦陷至六百余城之多。而其中凶酋悍党如李开芳守冯官屯、林启荣守九江、叶芸来守安庆，皆坚忍不屈。此次金陵城破，十余万贼无一降者，实为古今罕见之剧寇。然卒能次第荡平，刬除元恶，臣等深维其故，盖由我文宗显皇帝（咸丰帝）盛德宏谟。——曾国藩，

### 后期斗争
同治元年五月三日（1862年5月30日）天京被曾国荃包围，后洪秀全命洪仁玕外出催救兵，“各守疆土，招兵固宠，不肯将国库以固根本。于去岁十一月奉旨催兵解围，身历丹阳、常州、湖州。殊各路天兵惮于无粮，多不应命。”其时黄文金镇守湖州，“因道路不通，不能颁兵往援”，洪仁政也“就在湖州住下”，所谓因“道路不能”而不能往援，如确是实情，则是对援救南京不负责任的表现了。
无功偷闲之人，各又封王，外带兵之将，日夜勤劳之人，观之不分〈忿〉，力少从戎，人心之不服，战守各不争雄，有才能而主不用，庸愚而作国之栋梁。主见失算，封出许多之王，言如箭发难收，又无法解，言〈然〉后封王俱为列王者，因此之来由也。然后列王封多，又无可改，王加头上三点以为{小王}字之封，人心格而不服，各心多有他图，人心由此两举而散无涯也。

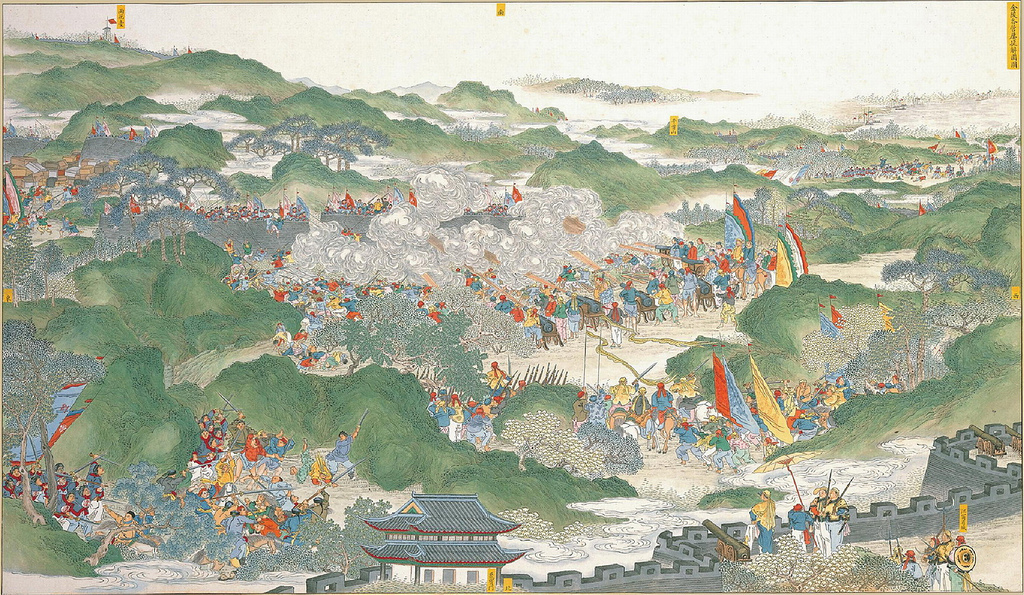

同治三年四月二十七日（1864年6月1日），洪秀全在多日以野草充饥後病逝，幼天王洪天貴福繼位。同治三年六月十六日（1864年7月19日）天京失守，隨後湘军屠城，許多當地平民和太平军人被杀。谭嗣同《北游访学记》：“顷来金陵，见满地荒寒现象。本地人言：发匪据城时，并未焚杀，百姓安堵如故。终以为彼叛匪也，故日盼官军之至，不料官军一破城，见人即杀，见屋即烧，子女玉帛，扫数悉入于湘军，而金陵永穷矣。至今父老言之，犹深愤恨。”谭嗣同《仁学》：“一经湘军之所谓克复，借搜缉捕盗为名，无良莠皆膏之于锋刃，乘势淫虏焚掠，无所不止，卷东南数省之精髓，悉数入于湘军，或至逾三四十年，无能恢复其元气，如金陵其尤凋惨者也。”中央研究院院士、中央研究院近代史研究所創所所長郭廷以在其所著《近代中國史綱》亦引趙烈文《能靜居日記》記載曾國荃率湘軍攻入南京城後的情景：「湘軍『貪掠奪，頗亂伍。中軍各勇留營者皆去搜括』，……『沿街死屍十之九皆老者。其幼孩未滿二、三歲者亦被戳以為戲，匍匐道上。婦女四十歲以下者一人俱無（均被虜），老者負傷或十餘刀，數十刀，哀號之聲達於四方。』凡此均為曾國荃幕友趙烈文目睹所記，總計死者約二、三十萬人。

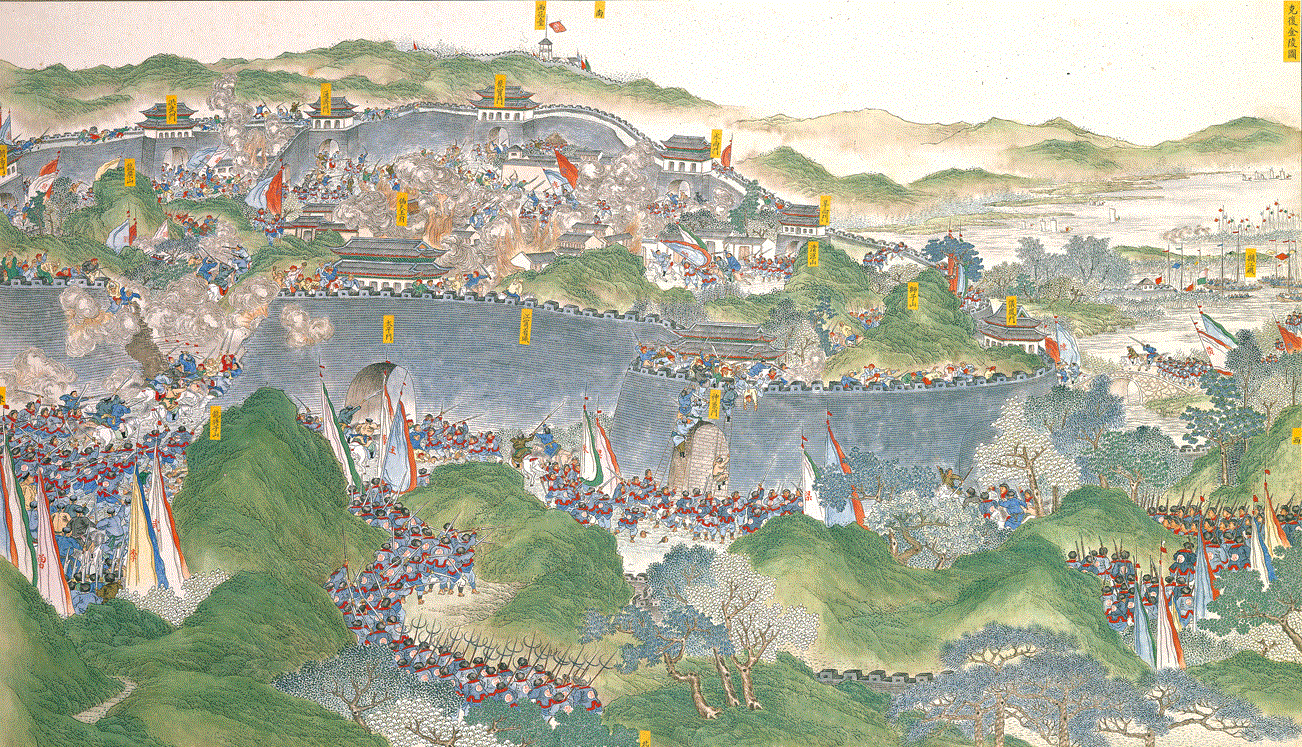

洪仁玕、黄文金护送幼天王突圍。当幼天王、洪仁玕等被俘、失散的前一天，康王汪海洋的大军从瑞金北上正进攻宁都州城，与幼天王一行相距只数十里。但事实是，近在咫尺，而幼天王一行竟孤立无援而败亡被俘，原因不大可能是汪海洋不知道幼天王之所在——败散的残军尚能得知与汪相距只六七十里，只要愿意，汪岂能探听不到数十里外蒙难的幼天王之所在？岂能做不到亲身或派出精兵去主动迎护？其所以没有，主要是对幼天王一行不重视，心目中没有幼天王一行的地位。洪天贵福等与汪相距不远，洪尽力想赶上汪，而汪则是“要往福建去”，其无意于幼天王可知
李世贤是汪的主帅，其力量、威望远高于汪海洋，而李世贤早已对洪秀全、对洪族不满，对洪秀全的战略及某些政策不满。李世贤在幼天王一行进入江西之际却到了广东。英国驻厦门领事曾往访长谈，对李的才干和在军中的威信，极为推重。据称：李极不满洪秀全，认为昏庸无道，只是因不愿意造成分裂他才没有公开反对，今则可以自行其志云云。处于这样的思想状态下，李世贤摆脱洪秀全还来不及，又怎会去迎接洪天贵福一行？李世贤、汪海洋对“迎驾”、“护驾”至少是不积极的。这应是当时洪仁玕、幼天王等总“赶不上”他们的一个重要原因。
同治三年九月九日（1864年10月9日），洪仁玕在江西石城（今江西石城县木兰乡新河村古岭组）兵败被俘，十月二十五日（陽曆11月23日）在南昌被杀。九月二十五日（陽曆10月25日），幼天王洪天貴福在逃脱清兵追杀后四处乱走导致被盘出拿获，十月二十日（陽曆11月18日）在南昌被凌迟处死。“偕王谭体元因埋银二万两，后变了百姓，想挖银子。”

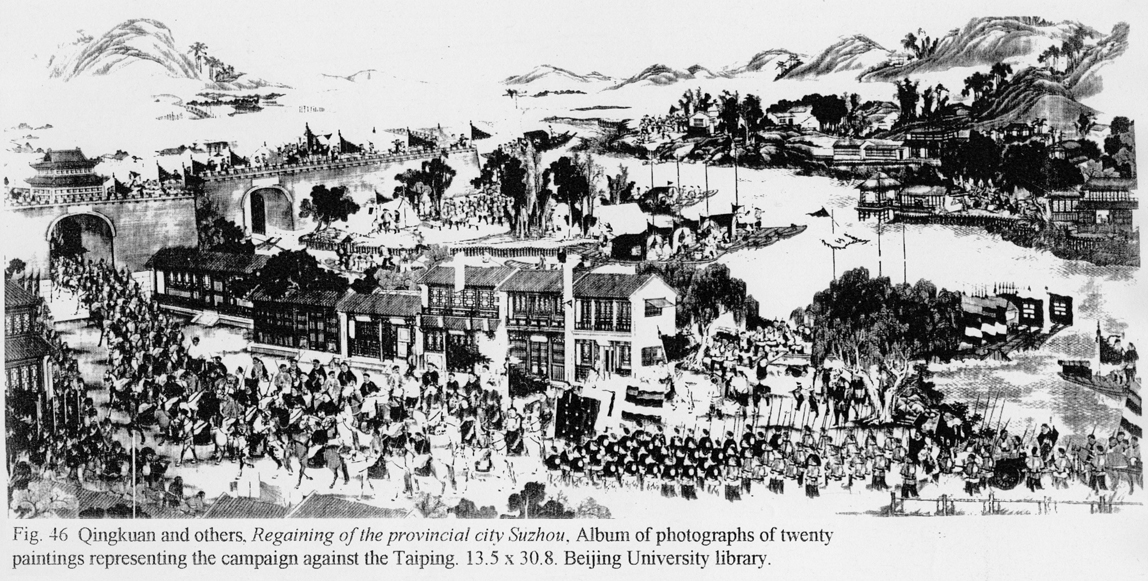
淮军占领苏州

江北的太平軍賴文光部与捻軍合并，于1865年在山东菏泽高楼寨摧毁了中原最后一支直接听命于清朝皇室的野战军科尔沁部僧格林沁野战骑兵（另一支直接听命于清朝皇室的野战军为江南大营），这导致了长城以南广大中国本土已经没有直接听命于清朝皇室的大军，清朝皇室不得不重用湘军与淮军而尾大不掉。東捻軍於同治六年十二月十一日（1868年1月5日）在揚州東北瓦窯舖覆滅，西捻軍於同治七年六月二十八日（1868年8月16日）在山東茌平徒駭河被李鴻章淮軍消滅。最後一支留下太平天國年號的殘餘捻軍袁大魁部，於同治八年（1869年）在陝北保安被左宗棠消滅。
1983年在“太平天国建都天京一百三十周年学术讨论会”上，贵州大学的周载章提出关于太平天国灭亡时间的新观点。通过查考贵州地方志，他发现了更晚近的一只打着太平天国旗号的农民军，即石达开餘部李文彩，这一发现将太平天国的覆灭时间推迟了四年。同治十一年三月（1872年4月），李文彩部在贵州镇远和岑巩间覆灭。但罗友林认为李文彩虽然打着太平天国旗号，但义军没有按太平军的组织编制，根据地也未实行太平天国的政治制度，此外李文彩还为诈降出卖了义军，不适合作为太平天国的余脉。

### 傷亡
太平天國與清朝之間的戰爭对人口的影响，作为马尔萨斯论述东方社会现实性预防人口特征的重要内容，倍受历史学家、人口学家的关注。而作为近代中国历史上规模最大、破坏最严重的太平天国战争对人口的影响却一直是争论的重要内容。争论的关键在于两方面的不足：一是数据品质的局限，即缺乏可靠的微观人口数据；二是研究方法的不足，缺乏对战争与人口之间因果关系的识别。针对前者，曹树基提供了较为系统化的清代府级人口数据，解决了缺乏翔实可信数据的问题。但对于后者，至今依然没有合适的方法讨论太平天国战争对人口的净影响。因此，论文《太平天国战争对近代人口影响的再估计———基于历史自然实验的实证分析》利用微观府级人口数据，通过构建倍差模型，考察太平天国战争对近代人口损失的净影响。发现太平天国战争对近代人口变化有显著的负向影响，战争爆发时战争区域与非战争区域具有明显的差异，其中战争区域比非战争区域年均人口增长率减少35‰。而该结果在采用了战争持续时间和战争剧烈程度作为是否为战争发生区的代理变量之后，战争区域比非战争区域人口年均增长率减少18‰和14‰。
根据以上计算的年均增长率，分别计算了太平天国主要活动地区的人口损失，研究结果发现，全国范围太平天国造成的人口净损失在4,693万至9,511万。虽然该估计依然在传统历史学家、人口史学家的估计范围内，但对比发现现有关于太平天国战争对人口影响的研究存在较明显的估计偏差。此外，通过分析，不仅揭示了太平天国战争所造成的巨大人口损失，同时人口的大量损失也为理解近代江南经济快速发展以及为何近代江南存在普遍低生育率提供了间接的证据。

## 疆域和行政區劃

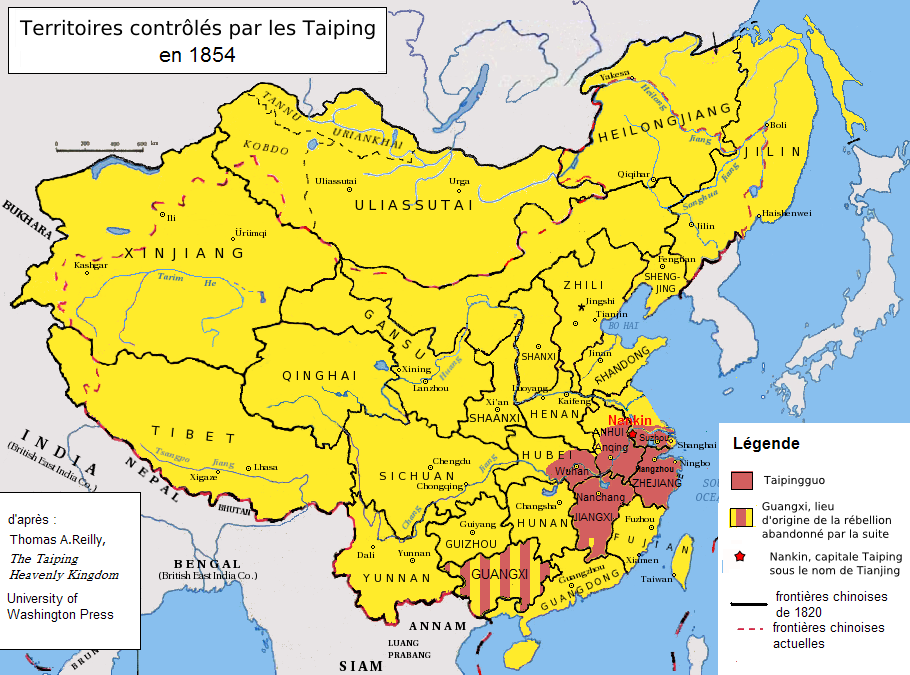
紅色部分為太平天國的勢力範圍

太平天國在建國後，改清廷「省、府、道、縣」的行政區劃方式為「省、郡、縣」三级制，即取消“道”，改“府”为“郡”。
太平天国后期领导人之一干王洪仁玕曾数次声称太平天国欲划分天下为二十一个省，这二十一省当是指清朝所设的十八省和东三省，但太平天国各个时期的文献中提到的省却不止于此，另有苏福省、天浦省、桂福省和伊犁省（新疆）。
洪仁玕还曾宣布，太平天国将在江南省设十二郡，其他省每省设十一郡，但这一构想脱离实际，没有、也不可能得到落实。
太平天国文献中提到过的省份分别是
1. 江南省（又稱“天京省”，首府为天京，今南京周邊地區）[f]
2. 安徽省（首府為安慶）
3. 江西省（首府為九江）
4. 湖北省（首府為武瑲，即武昌）
5. 天浦省（仅含天浦一县，即江浦县。）
6. 蘇褔省（“福”字左侧的“示”字旁改为“衣”字旁，又作苏馥省。首府為蘇州，即今日蘇南東部）
7. 桂褔省（“福”字左侧的“示”字旁改为“衣”字旁。辖区不详，有学者推测系苏福省之改称，但证据不足[97]）
8. 浙江天省（首府為杭州）
9. 湖南省
10. 福建省
11. 河南省
12. 珊東省（即今日之山东）
13. 珊西省（即今日之山西）
14. 罪隶省（定于佔領后改为“迁善省”，即直隶，今日之京津地区、河北大部及河南、山东小部份地区。）
15. 廣西省
16. 廣東省
17. 芸南省（即云南）
18. 四川省
19. 桂州省（即贵州）
20. 陝西省
21. 甘肅省
22. 奉添省（即奉天省，今日之辽宁）
23. 吉林省
24. 乌隆江省（即黑龙江）
25. 伊犁省（今日之新疆）

## 政治

### 意识形态

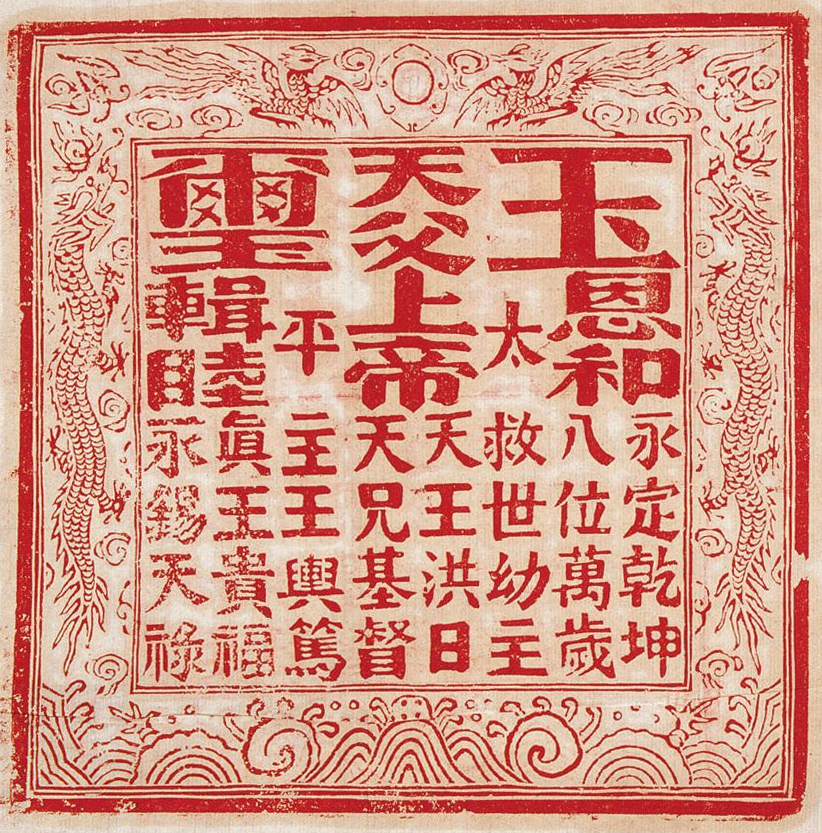
太平天国洪秀全玉玺，原印邊長19.6厘米，側面雕雙鳳朝陽紋。對於玉璽的真伪及其文字應怎樣讀起，學界歷來存有分歧

1856年以前太平天国全部图书被命名为《旨准颁行诏书》包括24本：《天父上帝言题皇诏》《天父下凡诏书》《天命诏旨书》《舊遺詔聖書》《新遺詔聖書》《天条书》《太平诏书》《太平礼制》《太平军目》《太平条规》《颁行诏书》《颁行历书》《太平癸好三年新历》《三字经》《幼学诗》《太平救世诰》《建天京于金陵论》《贬妖穴为罪隶论》《诏书盖玺颁行论》《天朝田亩制度》《天理要论》《天情道理书》《御制千字诏》以及《行军总要》。太平天国科举考试考纲为《旨准颁行诏书》，就是上述24本书。“但世间有书不奏旨、不盖玺而传读者，定然问罪也。”特别是“凡一切孔孟诸子百家妖书邪说者尽行焚除，皆不准买卖藏读也，否则问罪也，读者斩，收者斩，买者卖者一同斩。”“梵宫宝刹，必毁拆殆尽。”
1859年洪仁玕被洪秀全任命为（文化方面）总裁，总揽文衡，聿修试典，陈玉成为左副总裁，蒙得恩为右副总裁，考纲改为《旧遗诏圣书》《新遗诏圣书》《天命诏旨书》《天条书》《三字经》和《真圣主御笔改正四书五经》，武举加试《钦定武略》、《兵要四则》、射箭、刀法和大炮。
太平天国治下，十二地支中的“丑”改为“好”、“卯”改为“荣”、“亥”改为“开”；将以前的皇帝都贬称为侯，如秦始皇、汉武帝、唐太宗被称为秦始侯、汉武侯、唐太侯；子曰改為孔某曰。

### 爵位
太平天國最高爵位為「王」，又設有義、安、福、燕、豫、侯六等爵位，位居王爵之下。

## 军事

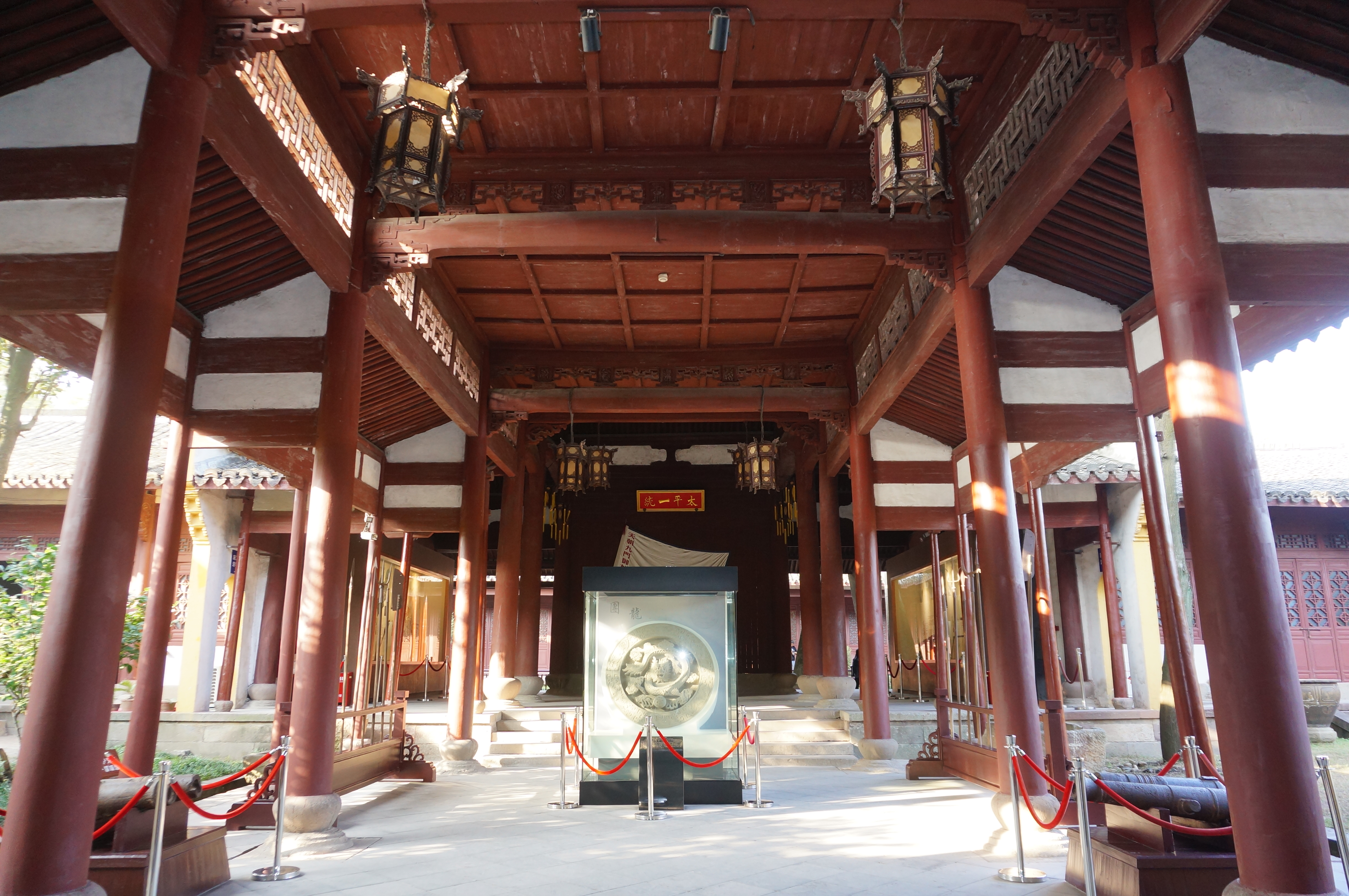

太平天国的軍隊號稱太平军，1850年7月为洪秀全建立。“太平军行伍中以湖南湖北的人为最多，少数是来自广西的。”太平军按《太平军目》规定，在正副军师的统率下，有王、丞相、检点、指挥、将军；军中官品级次序是总制、监军、军帅、师帅、旅帅、卒长、两司马。五人为伍、五伍为两、四两为卒、五卒为旅、五旅为师、五师为军，其中伍长統轄4人、军帅管13156人。

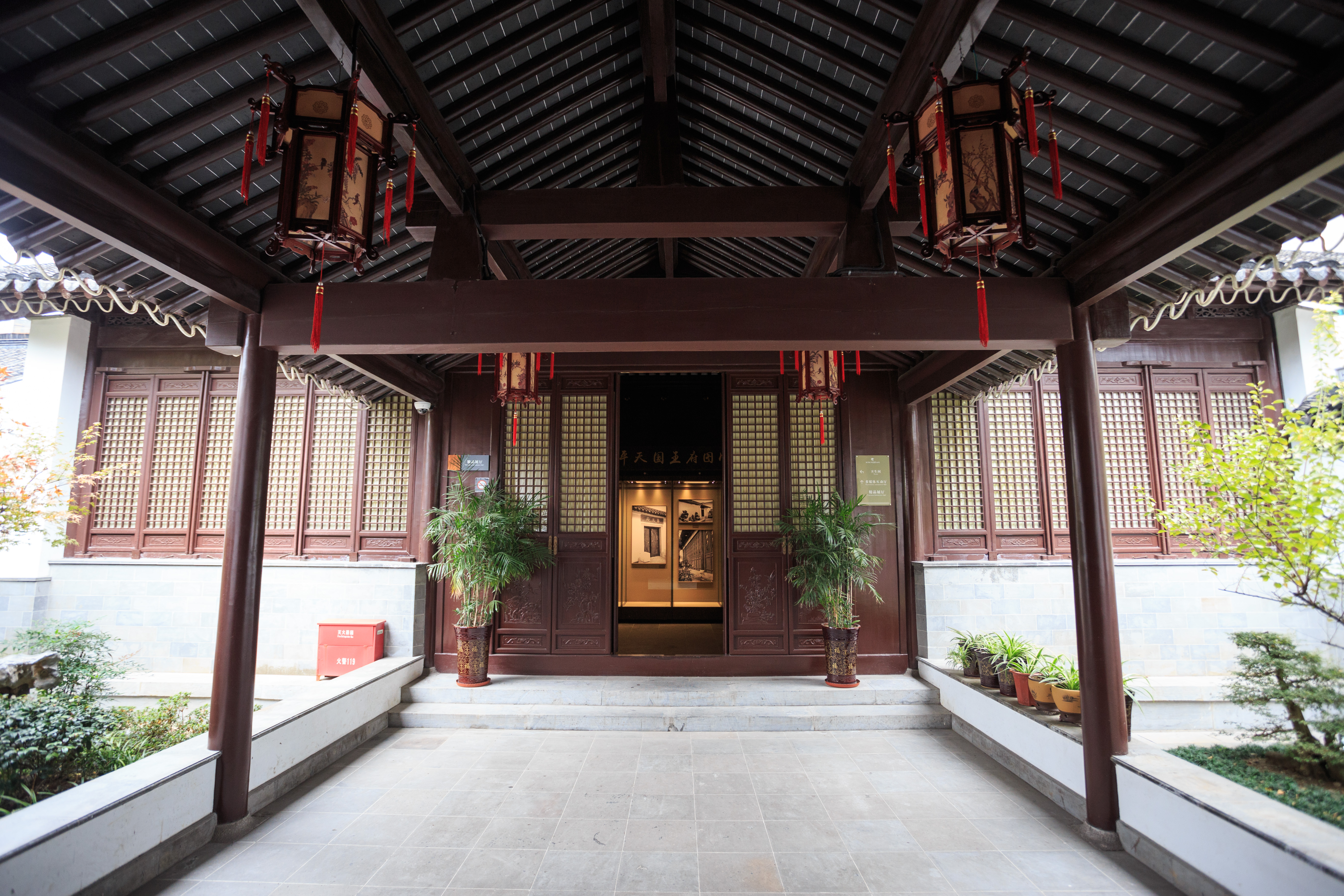

太平军表定纪律甚嚴，按《定营条例》及《行营规矩》规定，必须遵守命令、爱护武器、保护人民利益、禁止私自藏匿金银物資等；作战号令按《行军总要》部署。前期执行甚严，后期日渐松弛，在有將軍管理的地方軍紀較好，外圍軍隊軍紀不佳。太平天国从广西转战到南京后曾在军中推行男女隔离的分館制度，并将这一制度在首都天京推行了两年，其后全面废止。但在南京以外的太平天国占领区，仅于1852年初一克武昌期间在武汉短暂推行过，其他地区并未将此制度推行民间。

## 经济

### 土地制度

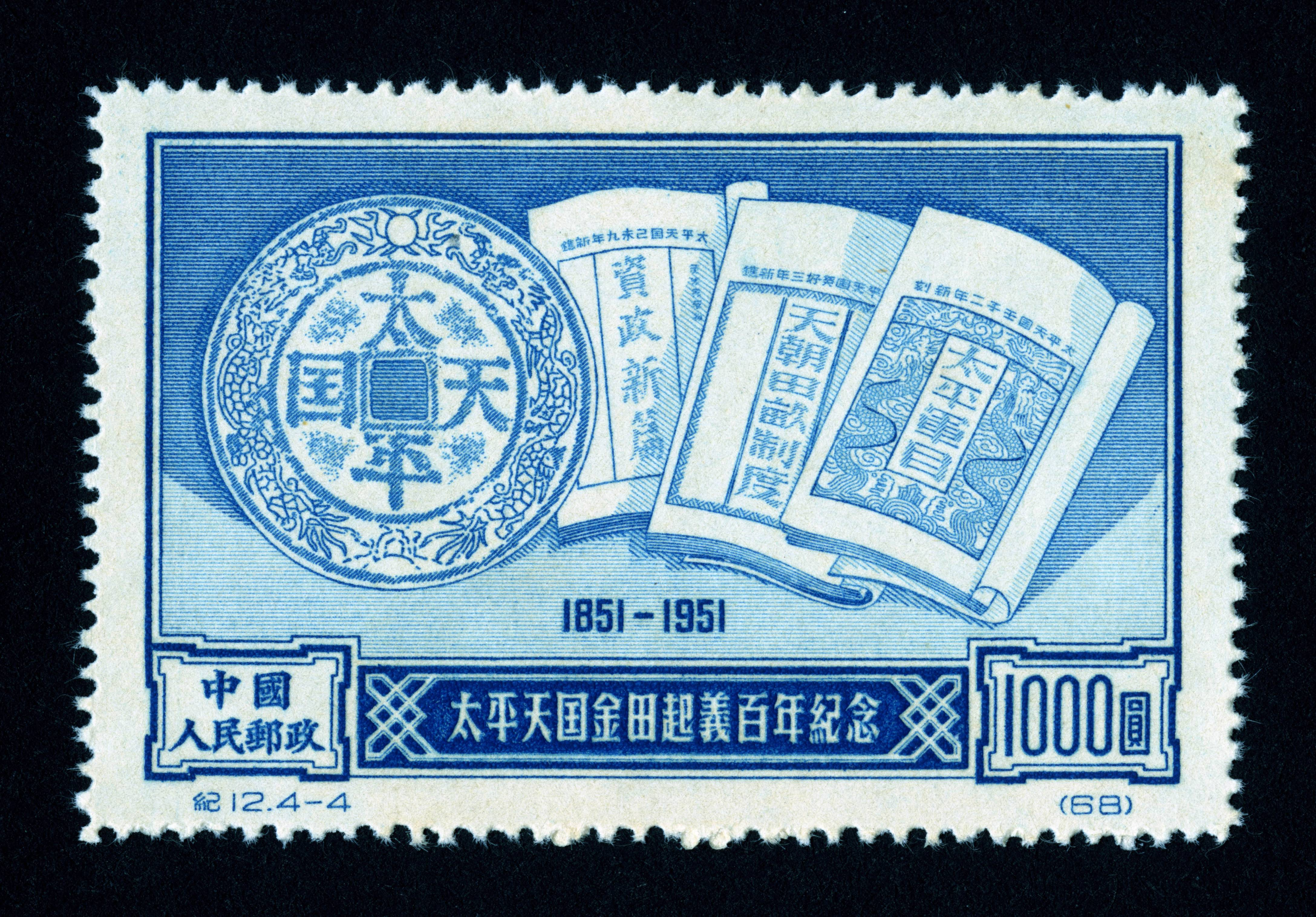
1951年發行的《太平天國金田起義百年紀念》郵票，其中一枚顯示太平天国的《太平军目》、《天朝田亩制度》、《资政新篇》及货币

在1853年颁布的《天朝田亩制度》中，洪秀全规定平均分配土地，全国土地按年产的高低，分为上中下3级9等，上上田亩产1200斤，以下各等以100斤递减，第九等以下田亩产400斤。好田和次田搭配，按照每家人口、年龄分配，16岁以上男女每人分数量相同的土地，15岁以下者减半。土地所有权归天国所有。“凡天下田，豐荒相通，此處荒則移彼豐處，以賑此荒處，彼處荒則移此豐處，以賑彼荒處。”社会理想为“務使天下共享天父上主皇上帝大福，有田同耕，有飯同食，有衣同穿，有錢同使，無處不均勻，無人不飽暖也。”

### 圣库

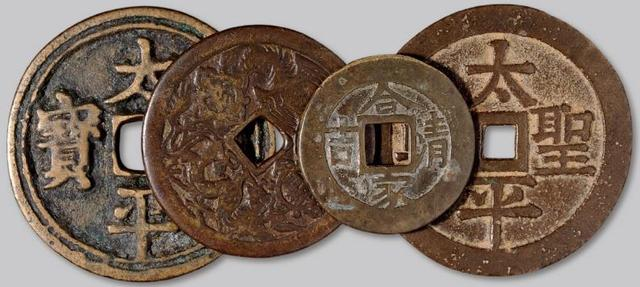
太平天國錢幣

圣库制度是太平天国创立的第一个经济制度。这个制度是伴随着太平军金田团营而同时产生的，直到太平天国运动失败，圣库制度也随之泯灭。太平軍第一次攻陷武漢後，沒收一切財產，存入設於武昌原絲綢貨棧的「聖庫」:303。太平军中每军都设有圣库，定都南京后，在它的中央机构中设立“总圣库”、“总圣粮”，俱各正副、又正副官四员，“职同检点”。其下分设备典官任其事。
太平天国圣库的物资来源，约有以下五方面；一是造反初期持上帝全会众交给圣库的银粮衣物；二是打败清军或攻克城镇所获的战利品；三是各处城乡的员献及对富户派大捐、打先锋所得的财物；四是“科派”、田赋与工商税的收入；五是百工衙的生产品（如同今日的國營事業所得）等。天京城中设立的百式衙与诸匠营，是圣库物资的重要来源之一。

英国传教士麦都思于1853年采访太平军记载圣库制度：
关于全军不发饷事，我复问：“各军人自有私产者否？”则答：“一概全无，如果查出某人藏有多过五两的款，即罪他不以此款归公而把他鞭笞了。所有财物一得到手即须缴入公库，而凡有私匿不报的都有背叛行为的嫌疑。”“那么，公库里面一定有许多财物啦？”“啊，十分富足，无数量的银子，都留为实行这大事业应用的。”又问：“如果人人不许有私财，他们自己想买点好东西吃时又怎办呢？”他说：“那是无需的，每一个伍卒的卒长都预备全体所需，放在桌上的时候，大家平等分享，即使最高级的军官的盘碗也跟最卑低级小兵一般。”

## 外交

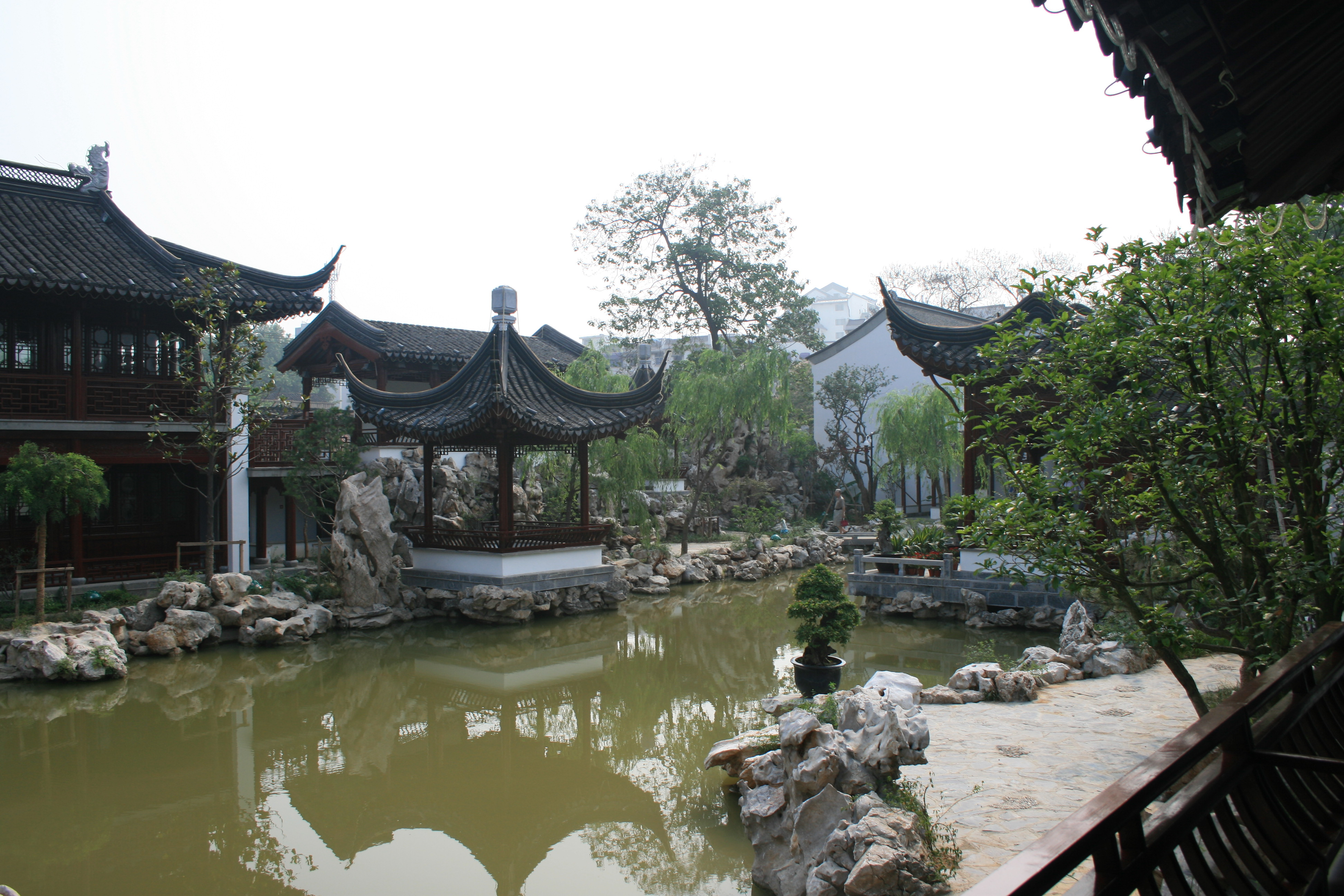

- 1853年4月27日—5月2日（咸丰三年三月二十一日至二十五日），英国战舰赫尔墨斯号搭载第三任香港總督文咸爵士访问太平天国并与北王韦昌辉及翼王石达开展开会晤。密迪乐为翻译。文咸向英国外务大臣第四代克拉伦登伯爵乔治·维利尔斯报告：“从任何观点看，中立乃最为切要的办法。”[110]
- 1853年12月6日—13日（咸丰三年十一月六日至十三日），法国驻华公使布尔布隆访问太平天国。
- 1854年5月27日—6月1日（咸丰四年五月一日至六日），美国驻华大使麦莲访问太平天国。麦莲向美国国务院报告：“天王是不是会承认清朝与英国、美国、法国三国已签订的条约义务呢？这是极不可能的。[111]”
- 1854年6月20日—7月6日（咸丰四年五月二十五日至六月十二日），第四任香港總督宝宁访问太平天国并与东王杨秀清展开会晤。杨秀清说：“一俟平定时，不惟英国通商，万国皆通商，天下之内兄弟也，立埠之事，俟后方定，害人之物为禁。[112]”
- 1858年天津条约签订后英国驻华公使卜鲁斯多次宣布不许太平军进入上海，否则武力相见，还命令驻沪领事不准收受太平天国的公私函件。
- 1862年5月9日，英国驻宁波领事夏富礼向英国公使卜鲁斯报告宁波太平军射击英法炮船的信：“太平天国竟宣称租界是他们的，不属我们，断然拒绝承认我们在租界区的权利，因为租界区属于天朝，所以它应该像中国其他的地方一样，绝对受太平军的管辖。”[113]

## 文化
太平天国废除了春节，中元，中秋等汉人中华传统节日，对於坚持过这些节日的汉人加以惩罚，甚至斩首。主要宗教节日有：1、太兄升天节 - 正月十三，洪秀全采用“第四福音”的记载，在《长谢爷哥福久长诏》中，认定“逾越十四升十三”纪念天兄耶稣于逾越节的前一天蒙难而升天。不对天历和犹太历或公历予以换算，直接把“太兄升天节”定在天历的正月十三日。 2、报爷节 - 二月初二，日期与传统节日“龙抬头”重合，1837年洪秀全病中经历“升天异象”，梦中受皇上帝（“天父”）之命下凡“斩蛇妖”（象征推翻清朝统治）。报爷节的设立即是为了答谢皇上帝派洪秀全执行这一神圣任务。3、 登基节 - 二月二十一，纪念洪秀全登基为天王。4、 爷降节 - 三月初三，纪念杨秀清自称“天父下凡”的事件。5、东王升天节 - 七月二十七，纪念东王杨秀清被杀的日子，洪秀全将其设为纪念日。6、哥降节 - 九月初九，被用以纪念西王萧朝贵称之為“天兄下凡”的事件。

### 习俗
拜上帝教的教徒在有灾病或婚丧时需准备牲醴（酒肉）、茶饭、蔬果等祭品並祈求皇上帝保佑他們，例如，灾病时需“疏奏”祷告文，焚烧后象征着将禱告传达至皇上帝一事，在舉行婚丧仪式時，教徒需献上牲口（如猪、羊），礼毕后众人分食祭品。這些活動类似中国祭祖儀式，只是加入了基督教的一些元素，例如在焚烧手写“悔罪奏章”。太平天国在推行其自创历法（天历）后，天历新年（即天历正月初一）定都天京（南京）后，每逢天历新年，军民需“燃通宵巨烛，放爆竹”浙江嘉兴等地，太平军贴出告示要求百姓按天历过年，并巡查街道，确保店家燃放爆竹。

### 科舉考試
太平天國也舉辦科舉考試，但是试题不來自四书五经，而是來自洪秀全颁行的诏书。考試資格也相較於清朝寬鬆。

## 民族
太平軍早期的主體是客家人。在兩廣地區和廣府人等民系長期爲爭奪生存資源而爆發土客械鬥。
太平军中期经过湖南后大举扩军，兵员主体变成湖南人为主（参见呤唎《太平天国革命亲历记》）。
到后期，太平军以广西人为核心，湖南人为中层，基层士兵则以所到之处招募为主。

## 評價

### 中国國民黨
孫中山评价太平天国：

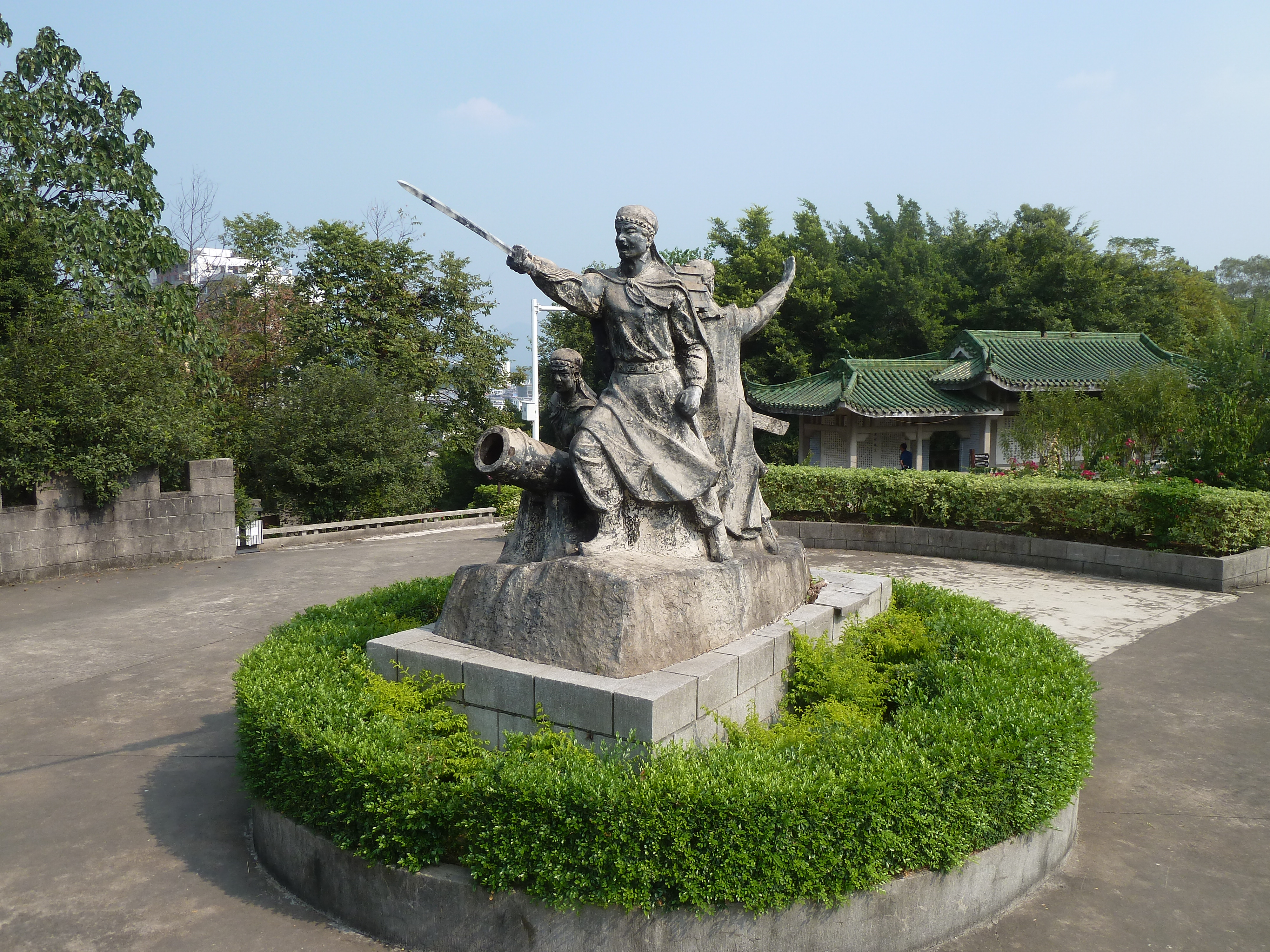

- 「朱元璋、洪秀全各起自布衣，提三尺劍，驅逐異胡，即位於南京。朱明不數年．奄有漢家故土，傳世數百年而皇祀忽衰：洪朝不十餘年，及身而亡。無識者，特唱種種謬說，是朱（元璋）非洪（秀全），是蓋依成敗論豪傑也。」[118]
- 「本會以異族潛亂，天地慘黷，民不聊生，負澄清天下之任，使朱明之緒不絕，太平之師不熸，則猶漢家天下，政由已出，張弛自易。」[119]
- 「五十年前太平天國即純為民族革命的代表，但只是民族革命，革命後仍不免專制，此等革命不算成功。」[120]
- 「洪氏之覆亡，知有民族而不知有民權，知有君主而不知有民主。」[121]

蔣中正评价太平天国：
- 「往者，洪楊諸先民，崛起東南，以抗滿清，雖志業未究而遽爾敗亡，而其民族思想之發皇，轟轟烈烈，在歷史上足以留一重大紀念焉。」[122]
- 「太平天國之戰爭，為十九世紀東方第一之大戰。太平天國之歷史，為十九世紀在東方第一光榮之歷史。」[123]

白崇禧评价太平天国：
- 「吾國自晉而後，異族代興赤縣，神州迭遭蹂躪，滿清崛起東北，入主中華二百餘載，其間熱血之士，慨華冑之胥溺、抱恢復之壯圖，隨時隨地以發難者不絕記載，而促其亡，以啟後人之思，莫若太平天國。按洪、楊諸子起自田間，揭竿舉義，縱橫十餘省，歷時十餘年，改正朔，易服色，定制度，開科舉，建國規模，亦巳粗備。雖勝敗靡常，興亡飆忽，然民族思想之磅礡，奇材異能之薈萃、革命建設之偉大，新制善政之措施，炳炳麟麟，至今猶有生意。」[124]

蔡元培评价太平天国：
- 「洪楊之事，應和之者率出於子女玉帛之嗜好；其所殘害，無所謂滿漢之界；而出死力以抵抗破壞之者，乃實在大多數之漢族。是亦足以證其種族之見之薄弱也。」[125]

### 中国共产党

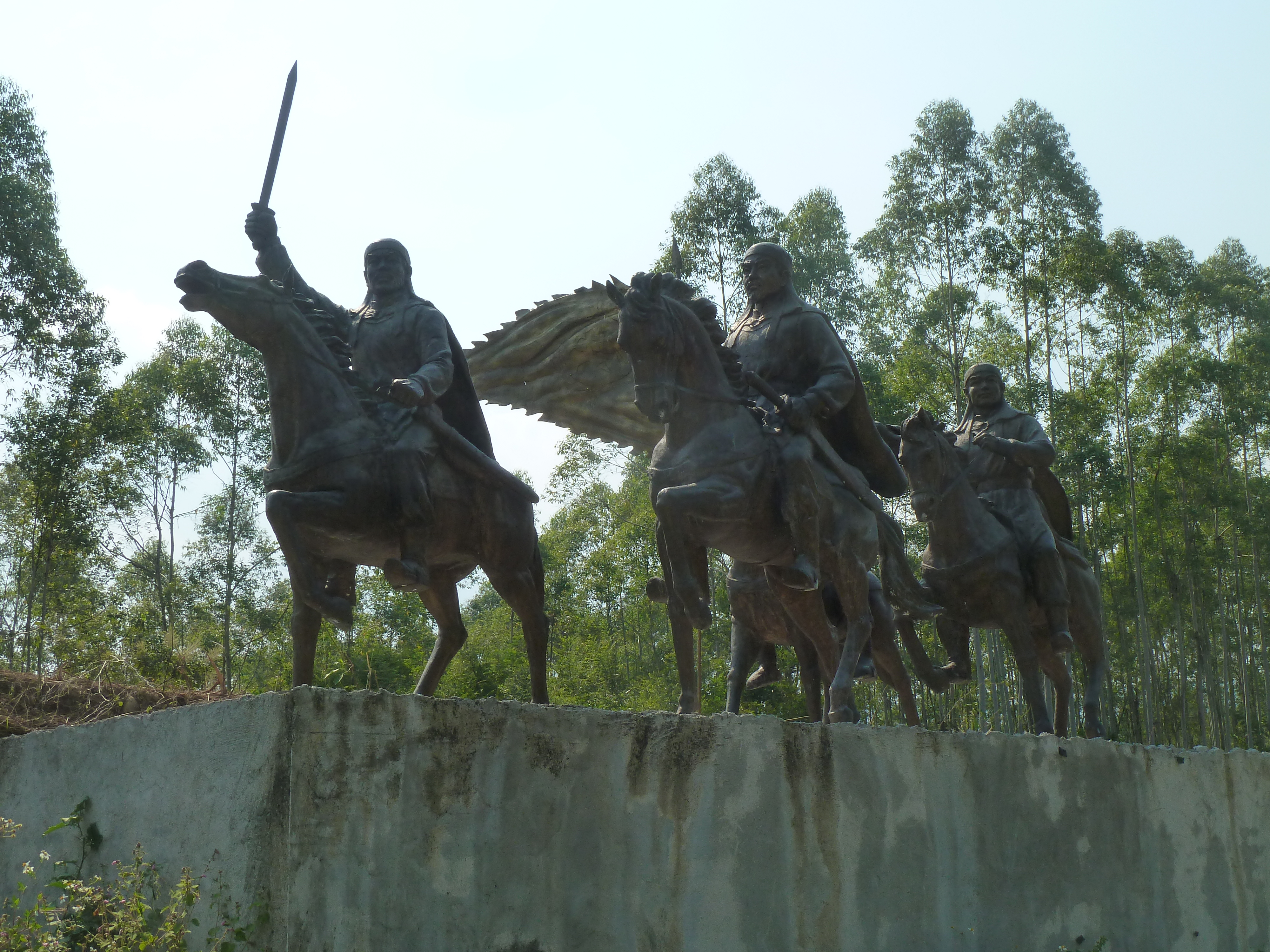

羅爾綱的《太平天國史》中對太平天國的評價，代表了二十世紀中國大陸學者對太平天國的主流評價，其基本觀點包括：
- 太平天国是在旧农民战争条件下的反对西方侵略反对封建统治的伟大的爱国农民战争。
- 太平天國深遠的影響和激動人心的革命精神，在中國近代史上起了偉大的推動歷史前進的火車頭的作用。太平天国运动失败后，散落各地的太平天国将士在民间廣泛地傳播太平天國與西方侵略者和封建統治者斗争的業績，激勵著后来的中國人民向帝國主義和封建主義進行英勇的鬥爭。
- 太平天國為辛亥革命鋪平了道路。太平天國掃蕩了清朝的八旗和綠營，清朝依靠漢族地主曾國藩的湘軍和李鴻章的淮軍的支援，維持住它的瀕臨絕境的統治。到太平天國失敗後，全國兵權、財權都分握於曾國藩一係的湘軍和李鴻章一係的淮軍人物的手裏，造成晚清中央政府無權、各省總督巡撫專政的局面。由於太平天國打破了清朝的統治機器，愛新覺羅氏的皇權陷於衰落，不可能再建立起堅強的中央政府，從而失去了對地方的控制權力。所以武昌起義，全國響應，太平天國不僅是直接影響了辛亥革命，而且為辛亥革命鋪平了道路。
- 太平天國揭開了中國民主主義革命的序幕，並且提出了中國民主主義革命的基本綱領。如準備建立和發展資本主義性質的近代企業，引進西方科學技術，開學校，辦報紙，興士民公會，創行人民推舉鄉官，罷免行政人員的民主政治，打倒封建社會的偶像孔子，頒行天曆，提倡「文以紀實」、「一目瞭然」的文體等，要把中國建立成一個與歐美國家「並雄」的新國家。
- 太平天國推動了社會生產力的發展。太平天國頒布天朝田畝制度，廢除封建地主土地所有制，根據具體形勢，順應農民的願望，採取「著佃交糧」政策，和向農民頒發田憑的措施，收到了「耕者有其田」的效果，使江南地區自耕農普遍增加，使農村生產關係發生了若幹變動。自耕農的增加，是活躍商品經濟的有利因素。而地主階級經過革命的打擊，不少人「視田業為畏途」，把部分資金投入工商業，成為民族資本的一個來源。太平天國革命沉重地衝擊了封建地主土地所有制，推動了社會生產力的發展，促進了民族資本近代工業的出現。
- 太平天國集中地表現了中國人民反對外國侵略的英雄氣概和愛國主義精神，阻止了西方資本主義侵略者迅速變中國為殖民地的企圖，使他們懂得中國人民不會默默挨打，從而延緩了中國半殖民地化的進程。
- 太平天國具有重大的世界意義。在十九世紀中業，西方資本主義國家對亞洲各國進行侵略的時候，亞洲各國人民掀起了第一次民族解放運動的高潮，而太平天國革命和印度民族大起义，則是這次亞洲反對殖民主義鬥爭的洪峰，它推動了亞洲民族解放運動，鼓舞了全世界被壓迫階級和被壓迫民族的鬥爭。

### 革命党

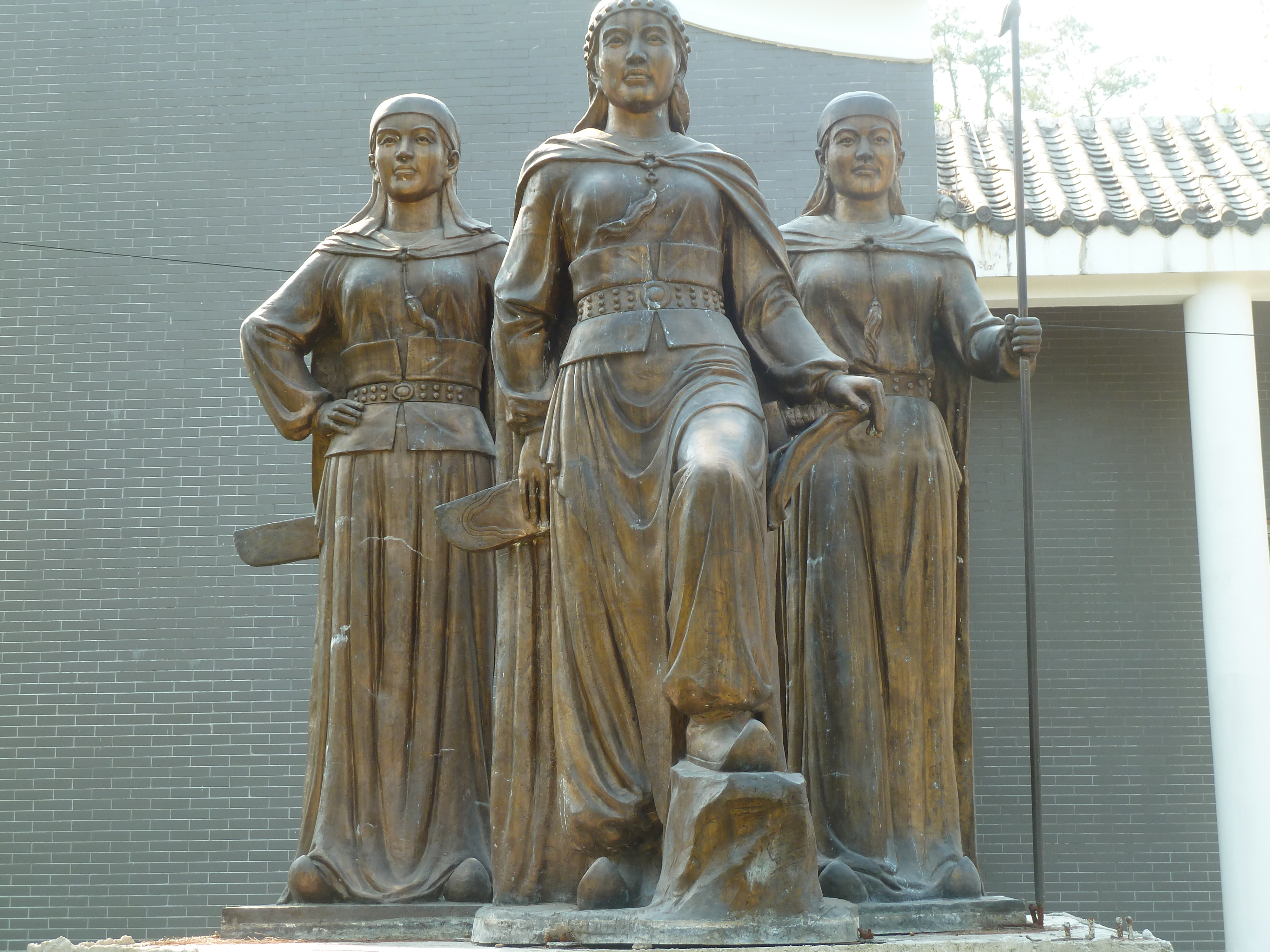

革命党人將太平天国革命的性质认定为民族革命，宣传太平天国的民族革命传统，故清末革命党人多利用太平天国来进行反满宣传，甚至偽造文獻：
- 當時流行洪秀全拜谒明太祖陵的說法，然而洪秀全並不赞成天地会反清复明的主张。清末革命黨人將朱元璋、洪秀全為其民族革命的兩大先驅，讓洪秀全拜謁明太祖陵的故事流傳；
- 南社詩人高旭偽撰石達開詩作20首，並刊行《石達開遺詩》一書，一時廣為流布。另一位南社成員胡懷琛亦託名太平天國黃公俊作詩多首，後來胡本人承認黃公俊其人其詩皆係他一手捏造，目的就是為了鼓吹反滿革命。這些革命宣傳的效果，直至很多年後還能看出端倪。1929年，有人撰文指出，從石達開詩中可以看到兩種主義，一是太平天國絕對的堅持民族主義，二是太平天國絕對的表現英雄主義。

經過清末革命黨人的鼓吹，辛亥革命後人們對於太平天國的民族革命性質逐漸形成了共識。在後來很長一個時期裡，這種認識一直代表著國民黨人的主流觀點。在國民黨執政後的1928年，羅邕、沈祖基將其所輯《太平天國詩文鈔》送請國府要人作序題詞，蔣介石、于右任、白崇禧三序及於右任、李濟深題詩均對太平天國民族革命給予高度肯定和評價，蔣介石序說：“往者洪楊諸先民，崛起東南，以抗滿清，雖志業未究，遽爾敗亡，而其民族思想之發皇，轟轟烈烈，在歷史上足以留一重大之紀念焉。”于右任序謂此書可“擬之'鐵函井底《心史》'”，也旨在強調太平天國的民族革命性質。從這些作序題詩者的身份及其傾向，可以看出當時國民黨內對於太平天國的評價問題具有高度的共識。
自三民主義提出起，太平天國革命就被認為是其民族主義的主要來源之一。民國以後，這一觀點得到人們的普遍認同。如李大釗評價孫中山在中國民族革命史上的地位時，便稱他承接了「太平天國民族革命的系統」。1930年出版的杜冰坡《中華民族革命史》，上起1851年金田起義，下至1925年孫中山逝世，“前後約八十年，純以民族革命為主眼”，其基本結論是：“中國之種族革命，洪楊革命種其因，辛亥革命收其果。”將辛亥革命與太平天國視為一脈相承的關係。然而，就在清末革命黨人大肆鼓吹提倡太平天國民族革命說的同時，持異議者也不乏其人。1903年，維新派的梁啟超對當時盛行的太平天國民族革命論就頗有幾分不以為然：「吾見世之論者以革命熱之太盛，乃至神聖洪秀全而英雄張獻忠者有焉矣。吾亦知其為有為而發之言也，然此等孽因可多造乎？……即如洪秀全，或以其所標旗幟有合於民族主義也，而相與頌揚之，究竟洪秀全果為民族主義而動否，雖論者亦不敢為作保證人也。」革命派的蔡元培也發表過類似的見解：“洪楊之事，應和之者率出於子女玉帛之嗜好；其所殘害，無所謂滿漢之界；而出死力以抵抗破壞之者，乃實在大多數之漢族。是亦足以證其種族之見之薄弱也。”

### 學者評價
梁啟超：「吾見世之論者以革命熱之太盛，乃至神聖洪秀全，而英雄張獻忠者，有焉矣。吾亦知其為有為而發之言也，然此等孽因可多造乎？……即如洪秀全，或以其所標旗幟有合於民族主義也，而相與頌揚之，究竟洪秀全果為民族主義而動否，雖論者亦不敢為作保證人也。」
馬克思：1862年夏（当时太平天国仍未灭亡），马克思在他的《中国纪事》一文中指出：“（太平天国）除了改朝换代以外，他们没有给自己提出任何任务。他们没有任何口号，他们给予民众的惊惶比给予旧统治者们的惊惶还要厉害。他们的全部使命，好像仅仅是用丑恶万状的破坏来与停滞腐朽对立，这种破坏没有一点建设工作的苗头……太平军就是中国人的幻想所描绘的那个魔鬼的化身。但是，只有在中国才有这类魔鬼。这类魔鬼是停滞的社会生活的产物！”
恩格斯:“有一点是毫无疑义的,那就是古老中国的末日正在迅速到来。国内战争已使帝国的南方与北方分立，而太平天国的天王在南京似乎不会受到清廷军队的危害（如果不受自己人阴谋危害的话),正如同清帝在北京不会受到起义者的危害一样。……中国的南方人在反对外国人的斗争中所表现的那种狂热态度本身，显然表明他们已觉悟到古老的中国遇到极大的危险,过不了多少年,我们就会看到世界上最古老的帝国作垂死的挣扎,同时我们也会看到整个亚洲新纪元的曙光。”
錢穆：「洪楊起事，尊耶穌為天兄，洪秀全自居為天弟，創建政府稱為太平天國，又所至焚毀孔子廟，此斷與民族革命不同。」
學者周有光認為：「國民黨歌頌太平天國，因為他反對滿清；共產黨歌頌太平天國，因為他是農民革命。2000年的電視劇《太平天國》，暴露一些太平天國的倒行逆施。《辭海》原稱“太平天國革命”後來改為“太平天國運動”。全球化正在促使我們也重新認識歷史。」
北京大学历史学系教授刘浦江認為，「除去革命黨人偽造的太平天國文獻以及出自文學作品中的某些詩文之外，真正靠得住的其實只有起事之初以楊秀清、蕭朝貴二人名義發布的《奉天討胡檄》。後人往往將這篇檄文與朱元璋《諭中原檄》相提並論，視為太平天國民族革命的一個重要像徵。如蕭公權謂此文“以較朱元璋之諭中原，詞氣激揚，殆無遜色，吾人如謂朱檄為中華民族革命之第一聲，此足為其鏗谹之嗣響”。蕭一山亦稱此檄文“重在排滿，未多倡教，用語頗類明太祖之討元檄文，可見太平起義，仍以民族主義為號召，與天地會之反清革命如出一轍也”。但無論對此文有多麼高的估價，它畢竟只是“揭舉出種族革命的旗號”（錢穆語）而已，其象徵意義遠大於實際意義，能夠說明的問題十分有限，單憑這篇檄文去斷定太平天國的民族革命性質，結論未免太過牽強。」
劉浦江亦認為：「無論是太平天國革命還是元明革命，都沒有太多的民族革命內涵，它們濃厚的民族革命色彩主要是由後人塗抹上去的……至於太平天國的民族革命標籤，則可以說是清末革命黨人一手打造的。孫中山領導的國民革命揭櫫民族主義的大旗，並將其思想淵源追溯到太平天國及元明革命。但元明革命過於遙遠，且除了一篇朱元璋的《諭中原檄》之外，也實在沒有什麼文章好做，而剛剛過去的太平天國運動則耳目相接，並且所針對的革命對象又同是滿清政權，故太平天國便理所當然地成為可堪利用的最佳歷史資源。太平天國的“民族革命”想像由此而產生，一種新的太平天國史觀被成功地塑造出來，並伴隨著三民主義的廣泛傳播而逐漸融入社會主流意識形態。」

### 争议

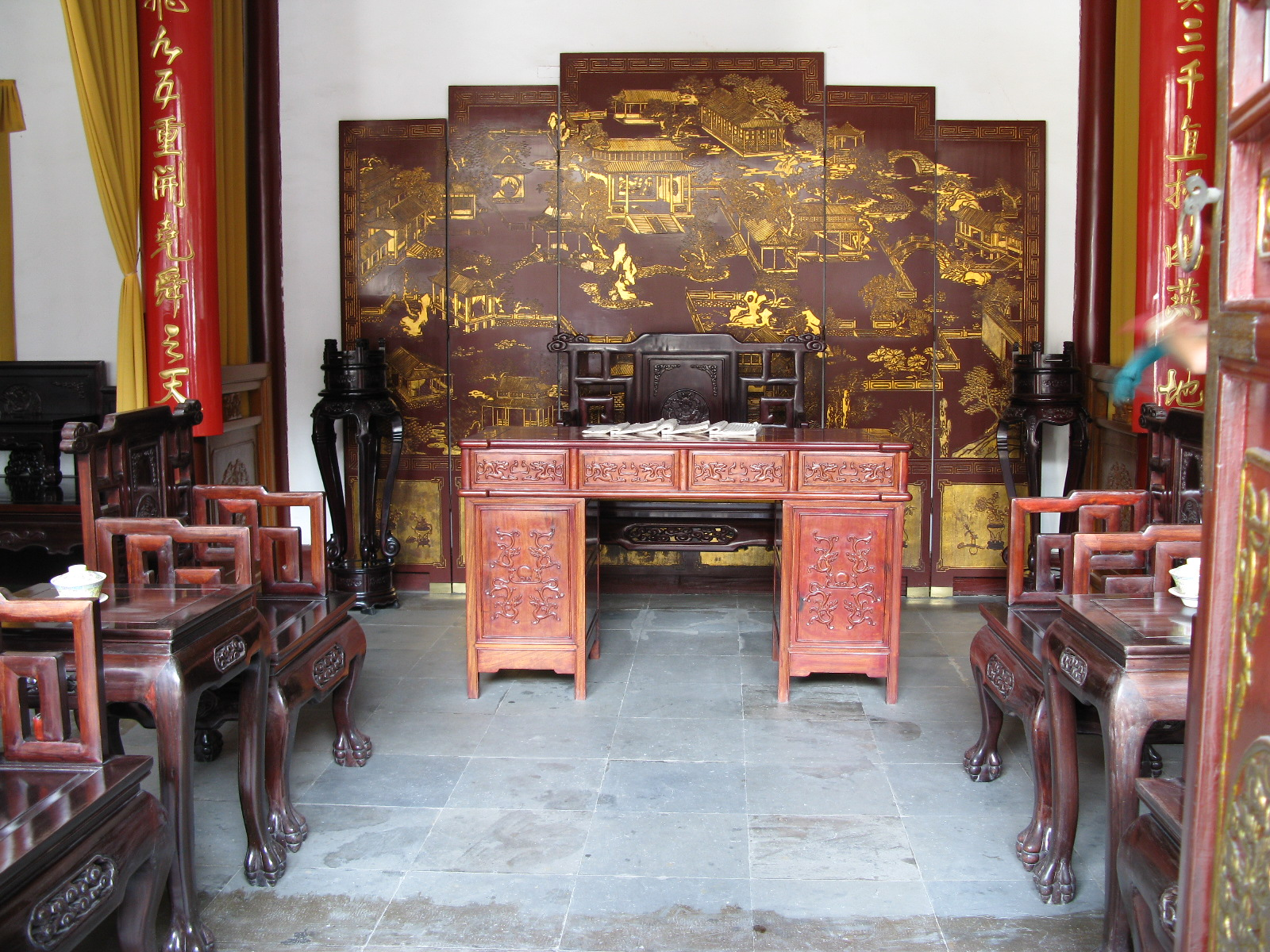

中国大陆改革开放后，学术界也出现了一些不同的声音。例如北京中学教师袁腾飞指斥太平天国和义和团的性质类似，是披着宗教外衣的封建腐朽政权。洪秀全等人攻陷天京之后迅速堕落，使得太平天国前期取得的一系列成果就此付之东流。再加上太平军在各地推行拜上帝教，打击和破坏古代建筑和古书的现象也非常普遍，根据洪秀全之子洪天贵福的供词，洪秀全曾向其弟洪仁玕索要所有杭州珍藏的唐宋元明古籍，读完后全部由洪秀全本人举火烧毁，或者读一本烧一本。太平天国此举被认为是要摧毁传统观念和文化，以推行他们崇尚的“拜上帝教”思想。
人民教育出版社2004年初审通过的高中《历史》必修一教材认为，太平天国运动历史意义和局限性并存，并鼓励学生设身处地地思考太平天国兴起的背景和覆灭的原因。同时，教材采用“绝对的平均主义思想”和“严重脱离实际，根本无法实现”来描述太平天国的《天朝田亩制度》，对《资政新篇》却给予很高评价，认为其“首次提出在中国发展资本主义”。
近年來也有評論認為太平天國在各地推行拜上帝教，以及“凡一切孔孟诸子百家妖书邪说者尽行焚除，皆不准买卖藏读也，否则问罪也，读者斩，收者斩，买者卖者一同斩。”「洪秀全為首的太平軍，是頭領們利用迷信發動和發展起來的一支造反隊伍。他的一套教義、教規、戒律，不但從精神到物質嚴厲地控制著參加造反者，而且斷絕了一切可能的退路。它們的指歸，在於由洪秀全個人占有天下，建立他個人的'地上天國'。這種洪氏宗教，披著基督教外衣，拿著天父上帝的幌子，以中國奴隸主和封建帝王的腐朽思想、條規，對他控制下的軍民實行極其殘酷的剝奪與統治，實際上是一種極端利己主義的政治性邪教。洪秀全造反獲得局部成功，是以中國社會的大動亂、大破壞、大倒退為代價的，是以數以百萬計軍民的生命、鮮血為代價的，是以中國喪失近代的最後機遇而長期淪為帝國主義刀俎下的魚肉為代價的。尤其可怕的是，這一切還被作為一首英雄史詩，向人們指點通向人間天堂的金光大道。」是毀棄固有文化與「去中國化」運動的濫觴。

## 太平天国史学和文物

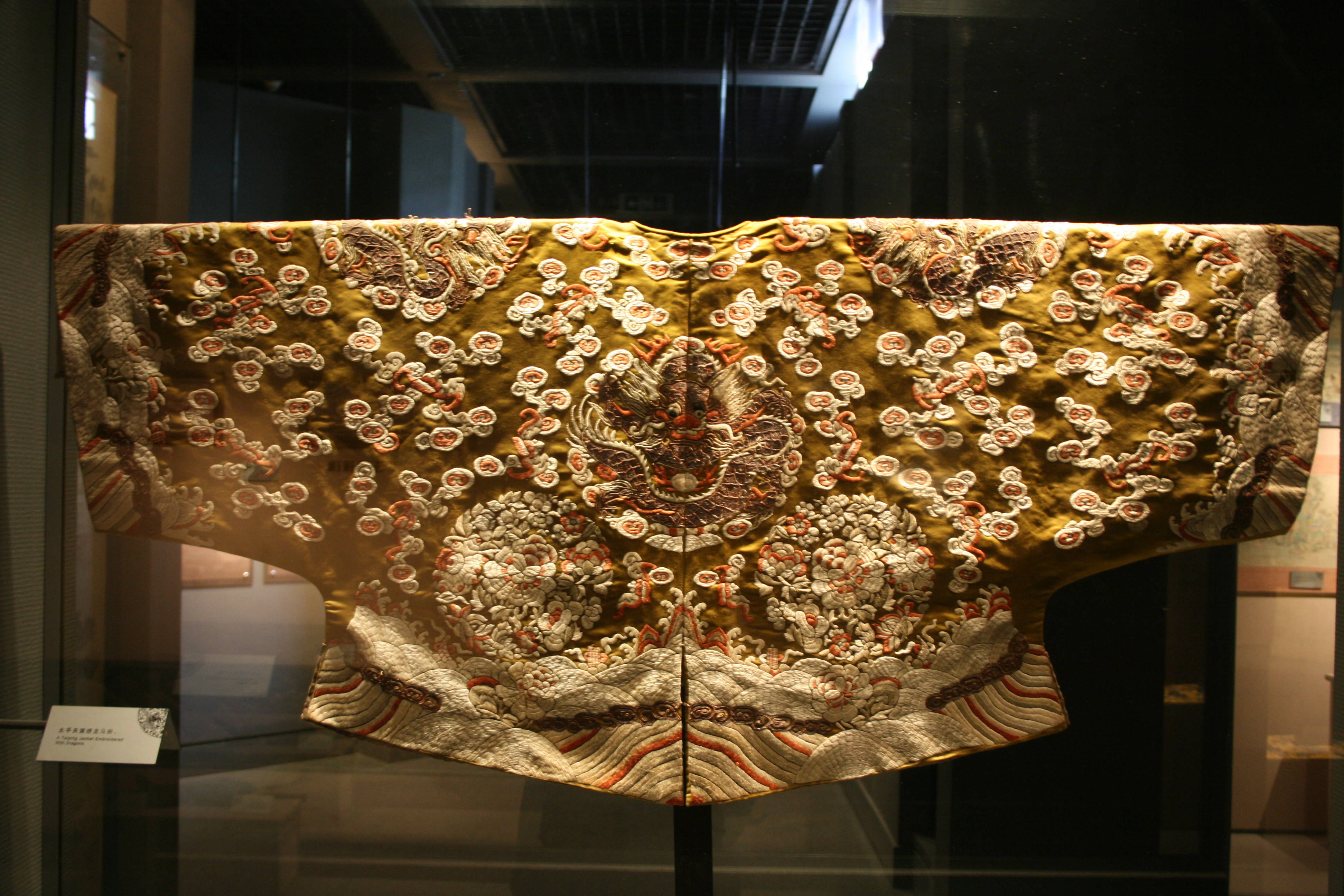
太平天國蠶絲龍紋外套

太平天国覆没后，大量太平天国文献被清政府禁锢与销毁。与太平天国相关的官方或私人出版品都是符合清政府立场的政治宣传品。辛亥革命前，清末革命党人重新评价太平天国，其在日本、香港秘密出版的书籍，“限于资料，所记史事沦漏实多”。中華民國在1912年建立后，太平天国史学不再是禁区，相关研究颇多，但伪造史料亦不少。1920年代至1940年代初，是太平天国史学研究的资料积累期:103—104。
1949年中华人民共和国建国，新政府对太平天国持正面态度，视为农民革命运动。与太平天国相关遗存（文献、实物、建筑等）归为革命文物，称为太平天国文物。1950年代初，中国学界开始系统辑录太平天国文物。太平天国史学蓬勃发展的同时，因受到政府立场地的影响，存在“以今例古”的倾向，即将太平天国视同中国共产党的革命历程。1950年代至文化大革命前，罗尔纲、荣孟源、邵循正等学者大量搜集出版太平天国史料。罗尔纲亦认真辨别了伪造的史料:106—107。
曾是太平天国主要统治区域的江苏省现存太平天国遗迹有太平天国天王府遗址（仅余石舫）（南京）、太平天国忠王府（苏州）、堂子街太平天国壁画（南京）、太平天国护王府遗址（常州）等。1951年開始籌建並於1956年10月1日在南京堂子街太平天國某王府建立太平天國紀念館，1958年5月遷至瞻園路128號（館址曾為東王楊秀清住處、幼西王蕭有和王府），1961年1月正式更名為太平天國歷史博物館，現館藏歷史文物2140件，一級藏品33件套與大量原始檔案資料、圖書。
洪秀全在广东以前居住的房屋在金田起事后被清军焚毁。1961年，当时的广州市文物考古队在发掘房屋墙基后重建。建筑结构为泥砖瓦木，屋内有一厅五房，六间相连。房屋坐北向南，东西宽16.5米、南北深5.5米，每间房约13平方米。靠西边的第一间设置为洪秀全夫妇住房，室内仅有床、桌子和凳子。第二间房子正面挂有洪秀全太祖洪英纶夫妇画像，画像有洪秀全的亲笔题诗。1988年1月，洪秀全故居被中国国务院公布为全国重点文物保护单位。1991年11月，以洪秀全故居建立的洪秀全纪念馆对外开放，位于花都市新华镇新华路52号。该纪念馆占地面积1.33万平方米，建筑面积1715平方米。内有文物70余件，图片238张。
另全国各地留存太平天国壁画一百多幅，浙江金华侍王府八十余幅，江苏南京二十多幅，苏州忠王府九幅，安徽安庆、绩溪等有少数几幅。随着时间流逝，太平天国壁画作品处于不断减少直至消失，南京堂子街壁画由发现时的二十多幅减至十八幅，罗廊巷由十幅减至两幅，如意里由五幅减至两幅，黄泥岗三幅壁画彻底消失。

## 相關作品

### 電視劇
- 《太平天國》，1988年在香港無綫電視首播，共45集。
- 《洪秀全》，1990年代廣東電視台曾拍攝電視劇，共19集。
- 《太平天國》，2000年在中國中央電視台首播，共46集。
- 《巾幗梟雄》，2009年在香港無綫電視首播，共25集。

### 紀錄片
- 《太平天國》，共十集，香港鳳凰衛視
- 《太平天國》，中國通史第九十七集，中國中央電視台電影頻道

### 電影
- 《太平天國女英雄》，香港電影，1961年
- 《投名狀》，香港電影，2007年首映。

### 小說
- 《洪秀全演義》（清）黃世仲，五十四回。

### 漫畫
- 《太平天國演義》（日本）甲斐谷忍

### 电子游戏
- 《太平天国之天下一统》，极真科技，2000年
- 《SGS 太平》，Strategy Game Studio，2023年

### 引用
1. ↑  .   [2020-03-03]. （原始内容存档于2020-03-03）.
2. ↑  Carrie Gracie. . BBC News. （原始内容存档于2020-04-18） （英语）.
3. 1 2  《曾文正公全集》奏稿二十1864年7月26日《金陵克复全股悍贼尽数歼灭折》
4. ↑  . sn.people.com.cn.   [2020-03-17]. （原始内容存档于2020-03-31）.
5. ↑  作者：王庆成，文章来源：中华文史网. . 近代中国研究>专题研究>晚清政治史>正文内容. 2007年11月6日  [2007年11月6日]. （原始内容存档于2014年1月6日） （中文（简体））.
6. ↑  崔之清; 胡臣友. . 右灰文化傳播有限公司. 2017年2月24日  [2018年2月20日]. （原始内容存档于2018年2月20日）.
7. ↑  1851年3月13日《查复现在贼首股数折》，《李星沅奏议》卷21
8. ↑  《太平天国起义调查报告》第18页，广西太平天国文史调查团
9. ↑  卡尔·马克思. . 中文马克思主义文库.   [2024-02-07]. （原始内容存档于2024-02-07）.
10. ↑  Lindsay Brine:The Taiping Rebellion In China，1862年，第8页
11. ↑  《英杰归真》，洪仁玕著，见《太平天国》2 第570页
12. 1 2 3 4 5  洪仁玕供词
13. 1 2 3 4  洪仁玕、韩山文《太平天国起义记》
14. ↑  《太平诏书》，见《太平天国》1，第92页
15. 1 2  張海鵬 翟金懿. . 香港: 中華書局（香港）有限公司. 2019. ISBN 978-988-8573-68-4.
16. ↑  太平天国官书《天兄圣旨》
17. ↑  .   [2023-09-05]. （原始内容存档于2023-09-05）.：“钦差大臣大学士赛尚阿奏、进攻永安贼匪情形。得旨：目下军务正当吃紧，汝断不可过于焦急，若用心过度，转致成病，是不能善副朕怀。...又奏、粤西股匪，以金田会匪最为顽狡，金田称“太平天国”，匪首称“太平王”。”
18. 1 2 3 4 5 6 7 8 9 10 11 12 13 14  李秀成自述
19. ↑  周天爵《致周二南书》，见《从编简辑》第六册，第4-6页
20. ↑  太平天国官书《天命诏旨书》
21. ↑  《洪仁玕自述》、《李秀成自述》、张德坚等《贼情汇纂》、苏凤文《平桂纪略》
22. ↑  罗尔纲《太平天国史 冯云山传》
23. ↑  彭大雍、朱哲芳《太平军攻破全州与蓑衣渡之战》
24. ↑  曾国藩《严办土匪以靖地方折》记叙其事说：“湖南会匪之多，人所共知。去年（即咸丰二年，1852年）粤逆入楚，凡入天弟（地）会者，大半附之而去。”（《曾国藩全集·奏稿》卷二）
25. ↑  罗尔纲《太平天国史事考》，三联书店1955年版，第60页
26. ↑  张德坚《贼情汇纂》，见《太平天国》3，第290-291页
27. ↑  英国档案馆藏第682辑，第275/A3号《曾水源林凤祥李开芳为西王萧朝贵中炮伤重上东王杨秀清等禀报》
28. ↑  李汝昭《镜山野史》，见《太平天国》3，第5页
29. ↑  陈徽言:《武昌纪事》，见《太平天国》4，第586页
30. 1 2 3 4 5  羅威廉（William T. Rowe）. . 魯西奇等譯. 北京: 中國人民大學出版社. 2008. ISBN 9787300090719 （中文（简体））.
31. ↑  《清史稿·列传一百八十二·常大淳传》：“贼由江岸穴地轰城，遂陷，大淳死之，妻刘、子集松、子妇马、孙女淑英并殉。”
32. ↑  施建烈、刘继曾：《纪县城失守克复本末》，《太平天国》5，第245页
33. ↑  F•A•Lindley：《太平天国》第一卷，1866年英文版，第89页
34. ↑  张德坚：《贼情汇纂》，《太平天国》3，第161页
35. ↑  《粤逆纪略》：紫禁城者，乃前明故宫也，八旗驻防居之。贼破大城后，率众攻围，旗兵枪炮兼施，三逐至淮清桥，伤贼数千人。忽贼匪杨秀清传令准旗人拜降，因而旗兵渐懈，会城上火药被焚，贼遂乘虚入，将军率众巷战，自寅至申，旗兵几无孑遗，将军及都统俱战死，时十一日事也。后三四日，贼胁旗妇呼于门曰：“汝等妇人能以金银献者，免死。”于是藏匿之旗妇争出财帛以求生路，贼受财帛，驱之出汉西、聚宝各门，尽于桥上杀之，弃尸河内，水为之不流，呜呼，痛哉！初贼破驻防城时，旗人逃出者数百人，至东乡等处，贼乃出伪示，有擒得旗人者，赏银五两之说，遂有擒以献贼者，乡民亦愚也哉。
36. ↑  李圭：《金陵兵事汇略》“始洪秀全破金陵，杨秀清建议北都洛邑，以为洛邑天下之中，独一老舟子桡其说，乃遂宅伪都于此。”
37. ↑  《李秀成自述》说：“有一老年湖南水手，大声扬言：「亲禀东王，不可往河南。」云：「河南河水小而无粮，敌困不能救解，南京乃帝王之家。」此水手是驾东王座舟之人，被该水手说白，故而改丛，后即未往。”
38. ↑  杜文澜：《平定粤寇纪略》，附记卷三，诒谷堂1875年版，第13页“洪秀全陷金陵，欲长驱北犯，斯时黄河以北未设防，赖一老舟子倡言，北路乏水缺粮，不如建伪都于南京，杨秀清等以为然，乃止。或云即苏州击毙之伪航王唐正才所言。”
39. 1 2  [1]宋神恬. 晚清重臣琦善与扬州江北大营[J]. 档案与建设, 2014, 000(012):38-40.
40. ↑  1853年6月20日《林凤祥李开芳吉文元朱锡琨北伐回禀》
41. ↑  陈善钧：《癸丑中州罹兵纪略》
42. 1 2 3  张德坚：《贼情汇纂》
43. ↑  . Shtong.gov.cn.   [2017-05-23]. （原始内容存档于2016-04-27）.
44. ↑  密迪樂：《中国人及其革命》，1856年英文版，第255页
45. ↑  《天父下凡诏书》二，见《太平天国》1，第23到56页
46. ↑  张德坚；《贼情汇纂》
47. ↑  《天京见闻录》，《典制通考》（中），第826页
48. ↑  《天父下凡诏书》二，见《太平天国》1，第53页
49. 1 2  谢介鹤《金陵癸甲纪事略》
50. ↑  《石达开自述》
51. ↑  《天父下凡诏书》二
52. 1 2 3  张汝南《金陵省难纪略》
53. ↑  涤浮道人：《金陵续记》
54. ↑  《李忠武公遺書》：“客商有自下游回者，言金陵各偽王忌石逆之能交結人心。石逆每論事則黨類環繞而聽，各偽王論事，無肯聽者，故忌之，有陰圖戕害之意”，石達開《五言告示》：“疑多將圖害，百喙難分清”（據史式的《五言告示初稿、改稿考》考證，這句話出自《五言告示》的初稿，在修改後的定稿中石達開出于維護大局的考慮刪去了這句話）。
55. ↑  咸丰七年九月德兴阿奏：又抄得石逆由安庆寄与洪逆伪章一纸，内有令贼党李寿成(即李秀成)会合张洛行领数十万贼分扰下游，又调贼党陈玉成、洪仁常、洪春元、韦志俊、杨来清等各率贼数万及五六千不等概回金陵，并欲赴援江西，窜扰浙江等语……洪逆伪批，亦似外示羁縻内怀猜忌。”
56. ↑  《东华录》咸丰卷载福兴奏：达开乃统全军分为六起，号称十余万，拟直攻苏杭，以分金陵之势。
57. ↑  《李秀成自述》：“……今而远征未肯回者，因此之由也。”
58. ↑  其他可以显示石达开远征期间与天京政权关系的太平天国方文件：太平天国历年历书及全部附有主要首领名衔的诏书；醒世词；太平礼制（新版）；朝天朝主图；幼赞王蒙时雍家书；誉王李瑞生供词
59. ↑  其他可以显示石达开远征期间与天京政权关系的外方报道：艾约瑟牧师的报告——新近对干王的提问及答复（《北华捷报》1860年8月11日）；杨笃信：中国之叛乱（1861年）；《英国议会文件》1862.C.2976,亚历山大.米切的一封信；《英国议会文件》1861.C.2840,1862.C.2976巴夏礼的报告；美国传教师花兰芷牧师关于访问南京的报道（《北华捷报》1860年9月1日）
60. ↑  《洪仁玕自述》：“翼王见大局如此不满意，乃决意离京远征……”“自我军两位勇猛王爵英王、翼王死后，我军确受重大损失……”
61. ↑  咸丰九年骆秉章奏：“此股贼首闻系翼逆石达开，其党贼翼为张遂谋、赖裕新、傅忠信，诸逆首皆从前漏网之贼首。石逆在南安时，景德贼嘱其由赣吉取道北窜，与之合势，以窜皖鄂，石逆复称须由南安窜湖南，下趋鄂省，以取上游之势。此书为江西乐平绅团搜获，其蓄谋之狡毒如此”
62. ↑  《华北捷报》第527期《艾约瑟等五名传教士赴苏州谒见干王和忠王的经过》：“报告提到，翼王石达开据猜想一直对天京的真圣主远而避之，但是据探明他仍旧与运动相连结，近曾于干王封王之际，派遣部下大批人马抵京向干王祝贺，并请求干王，嗣后所有的他奏议悉数经由干王递呈真圣主。他似乎在某些宗教观点上与真圣主意见各异。他对所统属的人民尽情抚慰，同时深得部下兵将的爱戴”（1860年）
63. ↑  《北华捷报》第519期《艾约瑟等五名传教士赴苏州谒见忠王的经过和观感》：“他们说，广西现今在太平军手里，石达开率领的太平军正在征服四川，这个省实际上已在他们掌握中。”（1860年）
64. ↑  咸丰十年湖南巡抚按察使翟诰奏：“拿获奸细供称，四眼狗陈玉成发给伪文，约石逆由广西犯湖南，陈逆即由六安、英山犯湖北，是以悉锐下窜……”（1860年）
65. ↑  咸丰十年骆秉章奏：“石逆凶悍诡诈，冠于诸贼……且闻与四眼狗陈逆(即陈玉成)暗相勾结，图犯两湖，自不得不先其急”（1860年）
66. ↑  容闳《西学东渐记》记走访丹阳太平軍：“秦某又言攻略各地之情形……忠王、英王则居上游，方谋取猢北。石达开经略四川云贵等省……”（1861年底）
67. ↑  《胡林翼年谱》
68. ↑  罗尔纲《太平天国史稿》增订本，中华书局1957年版，第402页
69. ↑  华翼纶《锡金团练始末记》
70. ↑  萧盛远《粤匪纪略》
71. ↑  Lindsay Brine:The Taiping Rebellion In China，1862年，第254，256页
72. ↑  史式徽：《江南传教史》第2卷，上海译文出版社1983年版，第26页
73. ↑  Stephen R. Platt. . Vintage Books. 2012: 285  [2013-10-23]. ISBN 978-0-307-47221-2. （原始内容存档于2014-01-03）.（英文）
74. ↑  . 上海市地方志辦公室.   [2019-04-15]. （原始内容存档于2020-04-02）.
75. ↑  . 上海市奉賢區地方志辦公室.   [2013-10-23]. （原始内容存档于2015-02-13）.
76. ↑  1862年5月13日《印度泰晤时报》
77. ↑  西安地方志馆. . 陕西人民出版社. 1998年: 第171页. ISBN 9787224052381.
78. ↑  华翼纶；《锡金团练始末记》
79. 1 2  贺翼柯：《戈登在中国》
80. ↑  F•A•Lindley：1866年英文版《太平天国》第二卷，第757-758页
81. 1 2 3  王庆成《历史研究》2000年第5期，第79～99页
82. 1 2  洪天贵福供词
83. ↑  中共南京市委. 党史工作办公室; 中共南京市委宣传部. . 南京出版社. 1997: 70  [2021-08-18]. ISBN 978-7-80614-356-8. （原始内容存档于2021-09-01） （中文）.
84. ↑  . 广西少数民族古籍丛书. 广西人民出版社. 1993: 319  [2021-08-18]. ISBN 978-7-219-02581-9. （原始内容存档于2021-09-01） （中文）.
85. ↑  . "公民世纪"书系. 中国社会出版社. 2005: 226  [2021-08-18]. ISBN 978-7-5087-0716-7. （原始内容存档于2021-09-01） （中文）.
86. ↑  . 中国历史大事编年. 北京出版社. 1987: 576  [2021-08-18]. ISBN 978-7-200-00180-8. （原始内容存档于2021-09-01） （中文）. |issue=被忽略 (帮助)
87. ↑  中共南京市委. 党史工作办公室; 中共南京市委宣传部. . 南京出版社. 1997: 70-71  [2021-08-18]. ISBN 978-7-80614-356-8. （原始内容存档于2021-09-01） （中文）.
88. ↑  羅爾綱。《太平天國史》卷六十八。
89. ↑  周载章. . 贵州大学学报（社会科学版） (贵州大学). 1984, (1): 81-86  [2022-12-09]. （原始内容存档于2022-12-09） –国家哲学社会科学学术期刊数据库.
90. ↑  罗友林; 侯绍庄. . 贵州文史丛刊 (贵州省文史研究馆). 1987-05-01, (2): 84-90  [2022-12-09]. doi:10.14040/j.cnki.52-1004/k.1987.02.017. （原始内容存档于2022-12-09） –中国知网.
91. ↑  李楠;林矗. 太平天国战争对近代人口影响的再估计 （页面存档备份，存于）
92. ↑  黄兴涛; 朱星星. . 清史研究. 2016, 4: 115.
93. ↑  洪仁玕《诛妖檄文》：“鲜有以十八省之大被满洲三省所制为辱”
94. ↑  《钦定英杰归真》记洪秀全语：“弟生中土．十八省之大，受制于满洲狗之三省，以五万万兆之华人，受制于数百万之鞑妖
95. ↑  华强《太平天国地理志》，广西人民出版社，1991年
96. ↑  《江南春梦庵笔记》和《燐血丛钞》两书称太平天国划分天下为二十四省，但所载之省名与太平天国文书中的名称大相径庭，且当避不避，当讳不讳，据学者考证，这两部书实为伪史料，《燐血丛钞》的大部份内容均翻抄自《江南春梦庵笔记》，故这两部书的记载不足采信。参见罗尔纲《太平天国史料里第一部大伪书——〈江南春梦庵笔记〉考伪》，史式《〈燐血丛钞〉考伪》，祁龙威《〈燐血丛钞〉辨伪》。
97. ↑  史式《太平天国词语汇释》，四川人民出版社，1984年
98. 1 2  黄再兴：《诏书盖玺颁行论》
99. ↑  杜文澜：《平定粤寇纪略》，附记卷二，第6页
100. ↑  洪仁玕《资政新篇》
101. ↑  戴逸. . 红旗出版社. 1997: 197－199. ISBN 9787800687228.
102. ↑  《欽定英傑帰眞》
103. ↑  Brine Lindesay：1862年《中国太平叛党志》第194-195页
104. ↑  1854年6月24日《华北先驱》204号《天京见闻录》
105. ↑  郑师渠. . 北京师范大学出版社. 2007: 40.
106. ↑  谢介鹤《金陵癸甲纪事略》说：太平军占领南京之初，“传伪谕，令人进贡，给单，使贴门墙，则不入其家，否则搜出银十两、金一两者杀”
107. ↑  张德坚《贼情汇纂》中记载：“贼粮所给，于上游悉用船运，不待言矣。然自癸丑五月上犯江西湖北，仅甲寅（1854年）九月至岁底，此数月中一清楚境，此外则帆樯如织，无一非虏粮之船，无一非接济江宁之船也。然而贼之他窜或有别意，于江广则专为虏粮。”
108. ↑  . Findagrave.com.   [2017-05-23]. （原始内容存档于2017-10-12）.
109. ↑  罗尔纲：《太平天国史稿》增订本，第123页
110. ↑  1853年8月4日《文咸上英国外务大臣乔治·维利尔斯，第四代克拉伦登伯爵书》，罗尔纲：《太平天国史稿》增订本，第208页
111. ↑  《1858-1859参议院档案》，卿汝楫：《美国侵华史》第一卷，第113页
112. ↑  罗尔纲：《太平天国史稿》增订本，第211页
113. ↑  王崇武等译《太平天国史料译丛》
114. ↑  谢炳 金陵癸甲纪事略  《太平天国史料汇编：14》
115. ↑  . www.sohu.com.   [2025-05-05].
116. ↑  . www.ggtptg.com.   [2025-05-05]. （原始内容存档于2025-04-20）.
117. ↑  罗玺纲：《太平天国史》-卷三十三-志第十二-科举附招贤
118. ↑  《總理全集》下冊105頁
119. ↑  《同盟會宣言》
120. ↑  《民生主義與社會革命》
121. ↑  《太平天國戰史序》
122. ↑  《太平天國詩文鈔》序
123. ↑  《增補曾胡兵語錄註釋》序
124. ↑  《翼王亭記》，1934
125. ↑  《蔡元培全集》第1卷，中華書局，1984年，第172頁
126. 1 2 3  刘浦江《太平天国史观的历史语境解构——兼论国民党与洪杨、曾胡之间的复杂纠葛》〈近代史研究〉2014年第2期
127. ↑  《梁啟超全集》第2冊，北京出版社，1999年，第720頁
128. ↑  来源：青海日报；作者：佚名；责任编辑：蔡信. . 凤凰网>资讯>历史>中国近代史>正文. 2013年10月10日  [2013年10月10日]. （原始内容存档于2013年10月14日） （中文（简体））.
129. ↑  . www.marxists.org.   [2023-03-31]. （原始内容存档于2022-10-06）.
130. ↑  弗里德里希·恩格斯. . （原始内容存档于2022-04-24）.
131. ↑  錢穆《國史大綱》下冊，商務印書館，1996年，第874頁
132. ↑  周有光《全球化时代的世界观》，〈炎黄春秋〉2009年第12期
133. ↑  . 博讯.   [2019-11-16]. （原始内容存档于2019-11-16）.
134. ↑  洪天贵福亲书自述之三， 王庆成 《稀见清世史料并考释》520页
135. ↑  . 人民教育出版社.   [2019-11-16]. （原始内容存档于2019-11-16）.
136. ↑  潘旭瀾《太平雜說》，天地圖書，2001年
137. 1 2  祁龙威. . 《浙江学刊》 (浙江省杭州市: 浙江省社会科学院). 1980, (1986年第3期): 105—110，5. ISSN 1003-420X （简体中文）.
138. ↑  .   [2010-06-20]. （原始内容存档于2010-09-19）.
139. ↑  . Guangzhou.gov.cn.   [2017-05-23]. （原始内容存档于2016-03-12）.
140. ↑  记者：胡玉梅. . 新浪网，来源：现代快报. 2008年8月5日  [2013-03-07]. （原始内容存档于2016-03-04） （简体中文）.
141. ↑  作者：于峰，编辑：小乐. . 龙虎网，来源：金陵晚报. 2003-06-02  [2013-03-07]. （原始内容存档于2005-09-08） （简体中文）.

### 書目
- 史景迁著. . 朱慶葆 等譯. 上海: 上海遠東出版社. 2001.
- 孔飞力著. . 謝亮生 等譯. 北京: 中國社會科學出版社. 1990.
- Thomas Reilly 著. . 李勇 等譯. 上海: 上海人民出版社. 2011.
- 魏正瑾、易家勝 編 (编). . 文物出版社. 2002年9月初版. ISBN 978-7-5010-1388-3.
- 菊池秀明：〈太平天国前夜的广西社会变动——以台湾故宫博物院所藏档案史料为中心〉。
- 罗尔纲、罗文起撰《太平天国散佚文献勾沉录》中第一部分《图书册籍》前言中所加案语：“案沈懋良《江南春梦庵笔记》是一部大伪书，都不可信，故都不录。”